# フーリガン

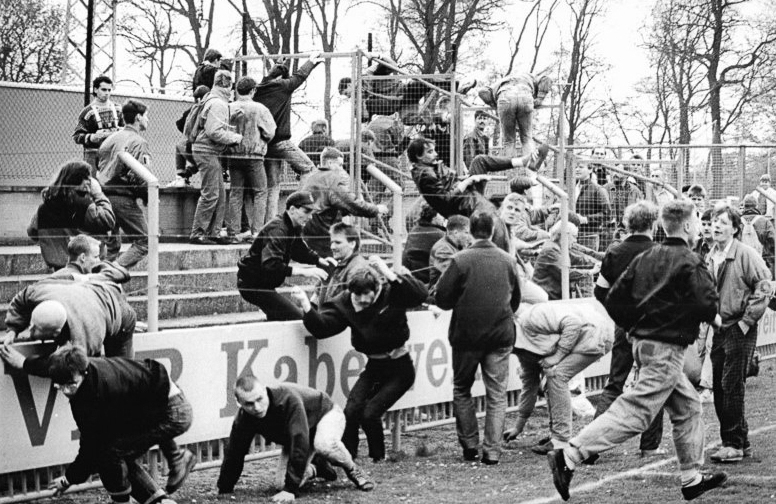
1.FCロコモティヴェ・ライプツィヒファンが1990年の東ドイツの FDGBポカール で SGディナモ・シュヴェリーン との対戦前。

フーリガン（英語: hooligan）とは、サッカーの試合会場の内外で暴力的な言動をする暴徒化した集団のことを指す。サッカーフーリガンは通常、他チームのサポーターを威嚇し攻撃するために形成された疑似部族間の衝突を伴う。特定のクラブは他のクラブと長年のライバル関係を持ち、それらの間の試合（時には地元ダービーと呼ばれる）に関連するフーリガニズムはより深刻になることがある。衝突は試合の前、最中、後、時には試合状況外のいかなる時点でも発生する可能性がある。参加者は警察による逮捕を避けるためにスタジアムから離れた場所を選ぶことが多いが、衝突はスタジアム内や周辺の通りで自然発生的に起こることもある。極端な場合、フーリガン、警察、そして傍観者が死亡し、機動隊が介入することもある。フーリガンによる暴力は「アグロ」（「攻撃性」の略）や「ボヴァー」（「トラブル」を意味する「bother」のコックニー発音）と呼ばれてきた。
時間とお金のあるフーリガンは、ナショナルチームをアウェイの試合に追いかけ、ホームチームのフーリガンに対してフーリガン行為を行うことがある。彼らは一般市民を巻き込んだ騒乱にも関与することがある。クラブレベルのグループのような形でナショナルレベルのグループは存在しないが、ナショナルチームを支持するフーリガンは、彼らの忠誠心を示す集合的な名前を使用することがある。

## 語源
語源には、明確ではないがいくつかの説がある。
- 「個人名」説
19世紀のロンドンで非道の限りを尽くしていたアイルランド系の一家の姓、フーリハン (Hoolihan) に由来している[4][6][7][8]。

- 「流行歌引用」説
19世紀のイギリスで流行していた歌の中で揶揄される、アイルランド系住民の名がフーリガンであった[7][9]。

- 「集団名称」説
19世紀後半にフーリガンボーイズと称するギャング集団が、イギリスで新聞記事となって広まった[7][9]。

いずれかが語源となり、「乱暴者」を意味する一般的な英語として定着した。本来の意味の「フーリガン」とは公共物を破損させたり、悪戯をする者のことを指すが、いつしかサッカースタジアム内外での暴力行為と破壊活動を行う者の総称として「フーリガン」と呼ばれるようになったという。また、「フーリガン」という用語が国際的に認知される以前は、英語で「乱暴者」を意味する「ロウディーズ」(Rouwdies)、「悪漢」を意味する「ルフィアン」(Ruffian)などが使用されることもあった。

## 特徴
フーリガンの目的とは、労働者階級の者たちが鬱屈した生活のウサ晴らしとして、大声を立て暴力を行使するのだとされる。その際、試合結果に興奮した者が感情を爆発させ偶発的に暴動を発生させるのではなく、暴力行為を目的とする者が試合内容に関係なく意図的に暴動を引き起こすのだという。特徴としては以下の物が挙げられる。
1. アルコールを飲用し酩酊状態にある[16]
2. 10代から20代の男性により構成される[17]
3. いくつかの小集団が示し合わせたかのように集団行動を採り暴徒化する[17]
4. 試合日時の如何、試合内容の如何を問わない[18][19]
5. スタジアム、近隣都市、交通機関など場所を問わない[18]
6. 石、煉瓦、ガラス瓶、木材、ナイフなどを武器として携帯し乱闘や破壊活動を行う[20]
7. 外国人排斥を掲げ、宗教差別的態度を採り[21][22]仲間同士で団結する[22]。

またはその国や地域などが持つ民族対立、宗教対立、経済格差などの社会問題や政府に対する不満、国民戦線やネオナチなどの極右勢力との結びつき、一部の者が起こす反社会的行為に対する集団心理的同調などが挙げられ、具体的にフーリガンには大きく3つの種類に分類される。
1. 試合の観戦ではなく、暴れることそのものが目的となっている者[26][27]。
2. 自ら暴動に加わらず、騒ぎを起こすことだけを目的とする扇動者[28][29]。
3. 自ら騒ぎを引き起こすことはないが、他人が騒ぎ始めればその場の空気で加わる者[14][27][30]。

特に1と2のタイプは、警察当局から厳重に監視されており、要注意人物についての情報交換は、国際大会の参加チームなどの状況に応じて、各国警察の間で随時広く行われている。

## 行動
フーリガニズムはサッカーの試合で高いレベルの暴力を生み出す可能性がある。肉体的な暴力以外にも、これらのファンの行動は非常に無秩序で、衝突が発生する原因となる。場合によっては、フーリガニズムはネオナチズムや白人至上主義などの極端なイデオロギー的道筋を含む。彼らが取り入れるこれらの極端な信念はさらに暴力を活発化させる可能性がある。フーリガンの意図は通常、クラブの対立やプライドが暴力を正当化することが多いにもかかわらず、試合そのものに焦点を当てていない。彼らは試合前に逮捕されるリスク、スタジアムへの入場を拒否されるリスク、試合中にスタジアムから退場させられるリスク、または将来の試合への参加を禁止されるリスクのある行動に従事する。フーリガングループはしばしば自分たちのチームのスタジアムの特定のセクション（イングランドでは「エンド」と呼ばれる）と関連付け、そこに集まり、時にはグループの名前にそのセクションの名前を含めることもある。

### ウルトラスとアルコール起因の衝突との違い

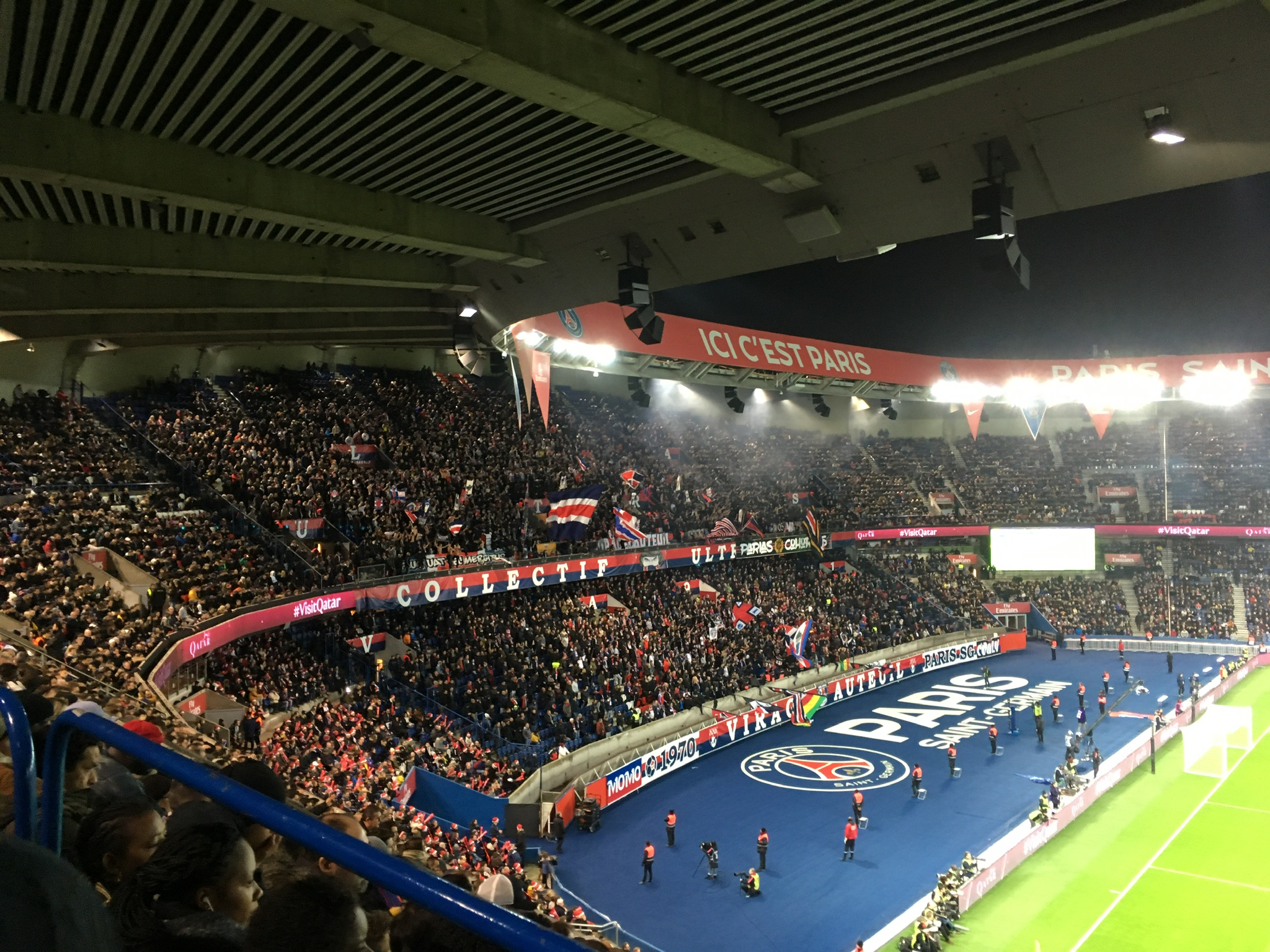
PSGウルトラスが試合前にフレアとティフォを使用して意図した雰囲気を作り出している。

ヨーロッパや世界の他の地域では、これらのグループはウルトラスとして知られ、ヒスパニックアメリカではバラ・ブラバ、ブラジルではトルシーダ・オルガニザーダとして知られている。しかし、これらとフーリガンを混同しないことが重要であり、彼らは必ずしもフーリガニズムと同じ方法で暴力を描くわけではない。これらはサポーターズグループであり、主な目的はチャント、旗、ディスプレイを通じて、そしてアウェイゲームへの旅行を組織することによって、熱狂的にクラブを支援することである。彼らの熱狂のため、これらのグループの多くがしばしばフーリガニズムに巻き込まれるが、暴力を引き起こすことを明示的な目的とはしていない。

### 暴力
フーリガンによって行われる暴力の種類はいくつかの形で現れる可能性がある：放火、素手または武装した戦い、憎悪に満ちた発言、そして時には選手に対する暴力的行為として、ボトルやバナナを投げて身体的に危害を加えたり、人種的に攻撃したりすることもある。
2014年のバルセロナとビジャレアルの試合で、ファンがバルセロナの右サイドバック、ダニ・アウヴェスに人種差別的な行為を行い、バナナを投げつけ、黒人に対する既知の人種的ステレオタイプである彼が猿であることを暗示した。
暴力は選手のパフォーマンスが悪いことによっても発生することがある。ファン、特にフーリガンは彼らのミスを取り上げ、可能な限りあらゆる方法で彼らを嘲笑する。アンドレス・エスコバルはコロンビアのディフェンダーで、彼の自殺点のミスにより1994年のワールドカップでコロンビアが敗退した。その後、彼は殺害された。

#### 試合当日
ミュンヘン大学の研究では、2011年から2015年までのドイツにおける暴力犯罪と、そのうちどれだけがサッカーに起因するかが分析された。それによると、試合当日には暴力犯罪が17％増加し、主要なライバル試合では暴力犯罪が63％増加することが判明した。

## 初期の歴史
スポーツ競技場における観客の暴動は古代からの問題であり、59年にローマ帝国のポンペイで行われた剣闘士の試合において暴動が発生し死傷者が出た事件や、532年に東ローマ帝国の首都コンスタンティノープルでチャリオット（戦車）を使ったレース競技がきっかけとなり勃発したニカの乱などが記録として残されているが、現代社会に通ずる「フーリガニズム」と類似した事例は1899年にスコットランドで発生している。
近代ゲームにおけるサッカーフーリガニズムの最初の記録された事例は、1880年代のイングランドで発生したとされ、この時期にはギャングのサポーターたちが近隣地域を威嚇するだけでなく、審判、対戦相手のサポーター、そして選手を攻撃していた。1885年、プレストン・ノースエンドが親善試合でアストン・ヴィラを5-0で破った後、両チームは石を投げられ、棒で攻撃され、殴られ、蹴られ、唾を吐きかけられた。あるプレストンの選手は意識を失うほど激しく殴られ、当時の報道では彼らのファンは「咆哮する暴漢たち」と描写された。翌年、プレストンのファンは鉄道駅でクイーンズ・パークのファンと戦い、これが試合外でのサッカーフーリガニズムの最初の事例とされている。1905年には、ブラックバーン・ローヴァーズとの試合の後、「酔って無秩序な」70歳の女性を含む多くのプレストンのファンがフーリガニズムで裁判にかけられた。
サッカーの群衆による暴力と無秩序の事例はサッカーの歴史を通じて特徴的であったが（例えばミルウォールのグラウンドは1920年、1934年、1950年に群衆の騒乱の後に閉鎖されたと報告されている）、この現象が媒体の注目を集め始めたのは1950年代後半で、ラテンアメリカのサッカーにおいて暴力が再燃したためである。1955-56年のイングランドのサッカーシーズンでは、リヴァプールとエヴァートンのファンがいくつかの事件に関与し、1960年代までには、イングランドで年間平均25件のフーリガン事件が報告されるようになった。「サッカーフーリガニズム」というラベルは1960年代半ばにイギリスのメディアで初めて登場し始め、秩序の乱れに関するメディアの関心と報道が増加した。これが、問題の実際の規模に比べて「モラルパニック」を作り出したと論じられている。

## 原因
フーリガンの暴力の根源を理解しようとする際に検討すべき主な側面の一つは、スポーツチームの特性に関するものである。チャント、旗、そしてチームの地域とのつながりは「地方愛国心」のための基盤を提供し、そして、フーリガンが同一視する無名のグループや組織に道を開く。これは、いくつかの国の訪問ファンやフランスのホストファンによって引き起こされたUEFA Euro 2016暴動の場合のように、国レベルにまで拡大する可能性がある。これらのトーナメントでの暴力は、「愛国心」の度合いが高まることで増幅される可能性がある。
サッカーフーリガニズムは、少年非行や「儀式化された男性の暴力」と呼ばれるものと共通の要因を持っている。リバプール・ホープ大学のスポーツ研究学者ポール・ガウとジョエル・ルックウッドは2008年の研究で「サッカーの暴力への関与は、相互作用、アイデンティティ、正当性、権力に関連するいくつかの要因に関連して説明することができる。サッカーの暴力はまた、サッカーチームへの強い感情的なつながりの表現を反映していると考えられており、これはサポーターのアイデンティティ感覚を強化するのに役立つ可能性がある」と発見した。ヘイゼルスタジアムの惨事に関連して、1986年のある研究では、アルコール、不規則なチケット販売、主催者の無関心、そして警察の「臆病な無能さ」が悲劇につながったと主張していた。ガウとルックウッドの2008年の研究では、イギリスのサッカーフーリガンへのインタビューを使用し、一部は構造的な社会的および生理学的原因（例えば、攻撃性が暴力的な反応を生み出す）を特定したが、ほとんどのインタビュー対象者はメディアの報道（特に新聞）と警察のフーリガン関連事件の扱いがフーリガニズムの主な原因であると主張していた。
特にそのような試合に政治的な意味合いがある場合（例えば、友好的でない国同士が対戦する場合）、政治的な理由もフーリガニズムに一部関与している可能性がある。試合における宗教、民族性、階級などの他の深い分断の意味合いもフーリガニズムに一役買っている。
ブラジルのフーリガニズム現象を説明する試みとして、ペルナンブコ連邦大学のネポムセノと他の学者たちは、8年間にわたって実施されたアルコール制裁の前後に1363件のフーリガン事件を評価した。アルコールは暴力事件への寄与に関して低い証拠を示した一方で、ノックアウトステージ、決勝戦、競争性（ダービーマッチ）、小さなスコア差、そしてプライドレベルは、スポーツ観戦者間の暴力の可能性であった。研究が行われてから数ヶ月後、ペルナンブコ州議会はスタジアム内でのアルコール摂取を許可するために制裁を廃止することを決定した。2013年にBBCに寄稿したデビッド・ボンドは、英国では、
ファンが関与する高いプロファイルの暴力の発生は、20年または30年前と比べて今日ははるかに稀である。当時と比較した現在のトラブルの規模は、関与する人数や組織のレベルという点で比較に値しない。サッカーは禁止命令とより良い、より洗練された警備のおかげで前進してきた。そして、サッカー観戦のより高いコストが好ましくない要素を排除したと言うのは単純すぎるが、スタジアム内での人々の振る舞い方に期待される変化があった。攻撃的なチャントはまだあまりにも一般的だが、実際の戦いはあまり頻繁には起こらない。

## 影響

### 反フーリガン対策
フーリガンによる暴力は、2015年頃にある程度復活することはあったが、ある程度消えつつある現象である。1900年代半ばはフーリガニズムが最も高い率であったが、警察やクラブ自体がフーリガニズムのレベルを防ぐための措置を講じており、今日では試合での暴力は発生している量だけでなく、衝突のレベルにおいても大幅に減少している。
反フーリガン対策の一例としては、スタジアムがアルコールに関して導入している新しいルールがある。一部のスタジアムでは、ファンがアルコール飲料を席に持ち込むことを許可しておらず、販売所の近くの下層部分にのみ許可されている。また、ボトルは通常プラスチック製で、ファンが他のファンや選手に投げつける脅威を避けるためである。場合によっては、特に主要な大会では、暴力の可能性を減らすためにより極端な措置を講じる必要がある。例えば、2016年のユーロでは、当局者たちはアルコールの完全禁止を推奨した。暴力が制御不能な暴動につながる場合、警察は群衆制御の試みとして催涙ガスや放水銃などのツールを使用する。これは時にフーリガンからのさらなる暴力を引き起こす可能性がある。
FIFAなどは、試合自体の禁止や延期処置だけでなく、このような行為を行ったサポーターに対し、試合会場内への入場禁止処置、更にはチームに対しても罰金や無観客試合、一定期間の国際大会などへの出場禁止といった罰則を科している。

## ヨーロッパ

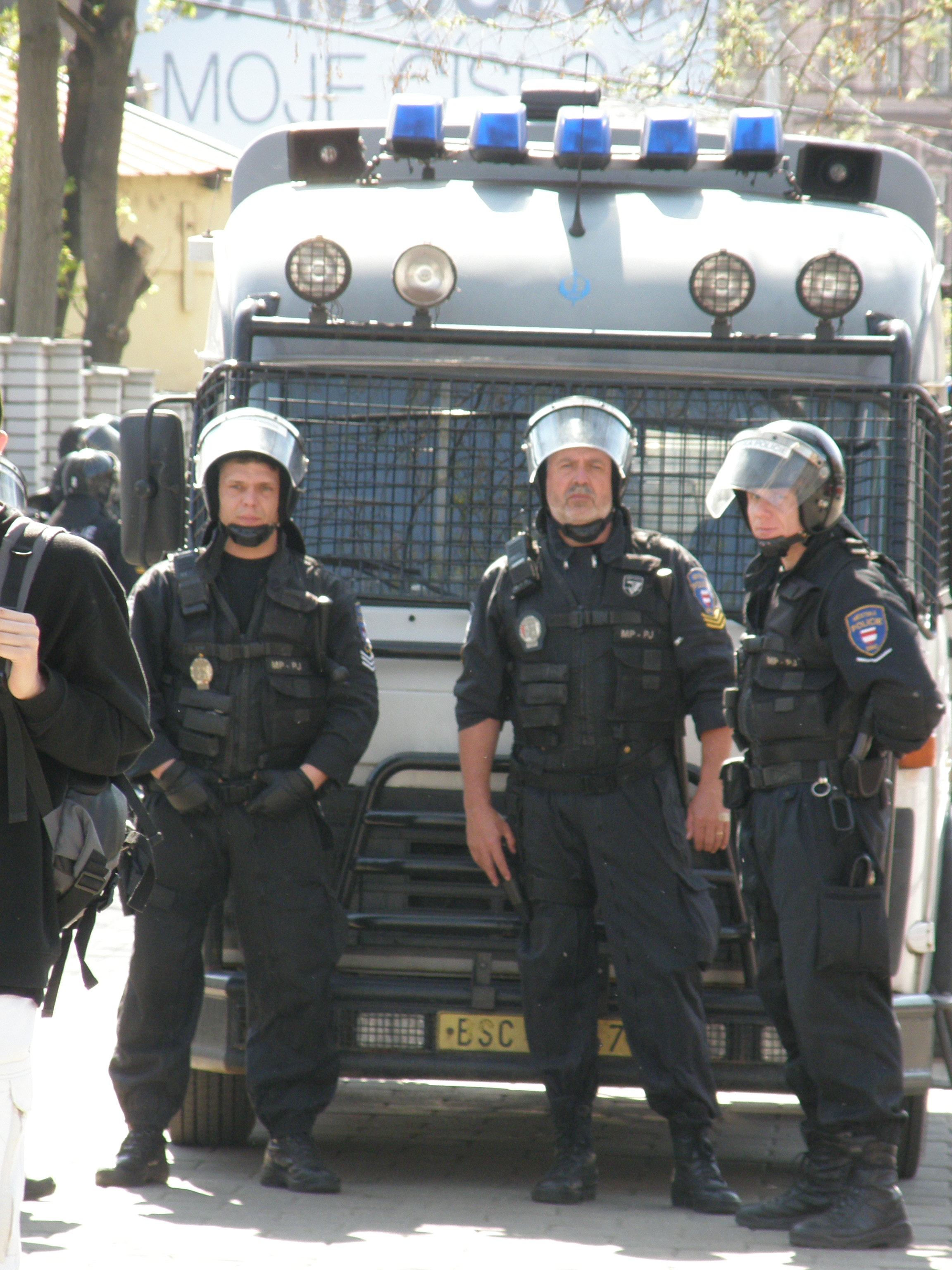
チェコの警察が試合後のトラブルに備えて防護服に着替えている。

### ベルギー
ベルギーのサッカーフーリガニズムは80年代から90年代にピークを迎えたが、警察や政府による厳格な反フーリガン対策が確立された後も消滅することはなかった。スタジアム内での戦いは稀になりつつあるが、徐々に変化し、荒野や近隣の都市での組織的な戦いへと変形している。ロイヤル・アントワープ、ベールスホット、クラブ・ブルッヘ、アンデルレヒトはフーリガンのファン基盤で悪名高い。暴力的なサポーターを持つ他のチームにはスタンダール・リエージュ、シャルルロワ、レーシング・ヘンクが含まれる。

### ボスニア・ヘルツェゴビナ
ボスニア・ヘルツェゴビナのサッカーフーリガニズムは、特にFKサラエボ（ホルデ・ズラ）、FKジェリェズニチャル・サラエボ（ザ・マニアクス）、FKヴェレジュ・モスタル（レッド・アーミー）、HŠKズリニスキ・モスタル（ウルトラシ）、FKボラツ・バニャ・ルカ（レシナリ）などのクラブのサポーターと特に関連している。フーリガンをサポーターとする他のクラブにはFKスロボダ・トゥズラ（フカレ）、NKチェリク・ゼニツァ（ロビヤシ）、NKシロキ・ブリイェグ（シュクリパリ）が含まれる。
多くのファンは、ウスタシャやナチなどの極端な運動を支持し称賛するファシスト的イデオロギーと関連している。
2009年、ボスニアプレミアリーグのクラブNKシロキ・ブリイェグとFKサラエボのサポーター間の暴動では、ホルデ・ズラのサポーターであるヴェドラン・プリッチ（サラエボ出身）が銃撃によって死亡した。
フーリガニズムは下位リーグにも存在している。ヤブラニツァでは暴動が一般的であり、異なるクラブのファンがそこで出会い衝突する傾向がある。

### ブルガリア
2019年のユーロ予選でのブルガリアとイングランドの試合では、黒人のイングランド選手を嘲笑するファンを排除するために2回中断された。ラヒーム・スターリングは、マスクをした集団が猿の鳴き声を立て、ナチス式敬礼を行い、ピッチに物を投げるのを聞いたと述べた。試合後、ブルガリアの警察官が英国ファンをホテルの安全な場所に護送し、彼らを試合中に早くに排除されたフーリガンから保護した。

### クロアチア
クロアチアのサッカーフーリガニズムでは、1990年代のユーゴスラビア連邦の解体によって再燃した民族間の憎悪と政治をめぐる暴動が見られた。最もよく知られているフーリガン組織の2つはトルシーダ（ハイドゥク・スプリト）とバッド・ブルー・ボーイズ（ディナモ・ザグレブ）である。
1990年5月13日（ユーゴスラビア解体前）、セルビアのクラブレッドスター・ベオグラードがザグレブのマクシミール・スタジアムでディナモ・ザグレブと対戦するためにいた。レッドスターには3000人のデリエ（クラブの組織的サポーター）が同行していた。試合前にいくつかの小規模な戦いが発生した。警察の増援はすぐに装甲車と放水砲を持って到着し、ファンを分離することに焦点を当てた。ディナモの選手であるズボニミール・ボバンは、警察に殴られたディナモのファンを守るために、ある警察官を蹴った。戦いは1時間以上続き、何百人もの人々が負傷した。
クロアト人とセルビア人の間の民族的緊張は、オーストラリアでのサッカーの試合でも戦いにつながった。2005年3月13日、シドニー・ユナイテッド（クロアチア系の大きな支持を持ち、クロアチア移民によって設立された）とボニリッグ・ホワイト・イーグルス（セルビア系の大きな支持を持ち、セルビア移民によって設立された）がシドニーでニューサウスウェールズ・プレミアリーグの試合で対戦した。約500人のファンが衝突し、2人の警察官が負傷し、5人のファンが逮捕された。フットボール・ニューサウスウェールズは事件について調査を行った。両クラブはその戦いが人種的に動機づけられたものではなく、民族的な対立もないと否定した。
クロアチアのフーリガンは、スタジアムで大規模な違法な火炎ショーを演出することでも悪名高く、信号フレアや発煙弾がピッチに投げ込まれ、試合の延期や中止を引き起こす。2003年にローマでハイドゥク対ローマの試合中に大きな事件が発生し、900人のトルシーダファンがローマファンに信号フレアを投げつけ、様々な負傷や警察との衝突を引き起こした。
別の事件は2007年にジェノヴァで発生し、マスクをしたトルシーダファンがレンガ、ボトル、石で警察を攻撃した。トルシーダファンがピッチに椅子を投げ、ナチス式敬礼をしたとき、スタジアム内で暴動が続いた。2006年にはオシエクでのオシエク対ディナモの試合中に暴動が発生した。バッド・ブルー・ボーイズとコホルタの間でいくつかの衝突が試合前に発生し、そこでは一人のオシエクファンが複数の刺し傷を負い、その後オシエクファンは信号フレアと石で警察とディナモファンを攻撃した。
2008年にはプラハでスパルタ・プラハ対ディナモの試合前に大規模な暴動が発生した。暴動はラドヴァン・カラジッチとラトコ・ムラディッチへのスパルタのウルトラファンの支持によって引き起こされた。約500人のバッド・ブルー・ボーイズが市の中心部で暴動を起こし、店に侵入し、椅子、信号フレア、石で警察を攻撃した。約300人のバッド・ブルー・ボーイズが拘束され、8人の警察官が負傷した。暴動前にいくつかのバッド・ブルー・ボーイズは地元のロマ民族にナチス式敬礼をすることで挑発した。
2010年5月1日には、マクシミール・スタジアムでバッド・ブルー・ボーイズが警察と衝突し、多数の逮捕者と一人の重傷を負った警察官が出る大規模な暴動が発生した。試合後も暴力的な衝突が続き、一人のディナモファンが警察官によって撃たれた。2009年にはFCティミショアラ対ディナモの試合前に大きな事件が発生した。400人のバッド・ブルー・ボーイズが市の中心部で暴動を起こし、地元の人々を攻撃した。事件後、ルーマニアの警察は多数のディナモファンを拘束したが、状況はFCティミショアラスタジアムで再び激化し、200人のバッド・ブルー・ボーイズがピッチのフェンスを引き下ろし、椅子やバットで警察を攻撃し、数人の警察官が負傷した。衝突中、ディナモファンはFCティミショアラファンに信号ミサイルを発射し、深刻な負傷者を出した。
2010年12月、10〜15人のトルナード（ザダル）フーリガンが石やレンガでパルチザンの移動バスを攻撃し、1人が負傷した。2010年12月、30〜40人のバッド・ブルー・ボーイズフーリガンが石、レンガ、フレアでPAOKの移動バスを攻撃し、移動バスに火をつけ、数人の乗客に怪我を負わせた。
2014年11月、ユーロ2016予選のミラノ、イタリアでの試合中、クロアチアからのフーリガンがフィールドにフレアと花火を投げ込み、試合は一時的に中断された。
2023年8月、約100人のディナモ・ザグレブフーリガンが現地ファンと衝突した際、AEKアテネのファンが刺殺された。これは市内の郊外の一つで起きた事件だった。両サイドのサポーターはAEKスタジアム近くで互いを攻撃し、スタングレネード、石、焼夷装置、その他の物を投げつけた。警察は夜を通じて翌朝早くまでに96人を逮捕した。警察はディナモ・ザグレブの強硬派サポーターである「バッド・ブルー・ボーイズ」とのつながりを疑い、102人のクロアチアファンを起訴した。

### キプロス
キプロスのサッカーフーリガニズムは過去数十年間問題となっており、事件は一般的に5つの主要なキプロスのクラブに関連している。
アノルトシス・ファマグスタFCファンは多くの事件に関与しており、ほとんどの場合彼らのウルトラグループ「マヒテス」が関わっている。リマソルの2つのクラブ、AELリマソールとアポロン・リマソールも多数の事件に関与しており、特に最近の年は顕著である。
APOELニコシアとACオモニア・ニコシアのサポーターたち、国内で最も成功し最も人気のある2つのクラブのサポーターたちはフーリガニズムで悪名高い。キプロスで最も暴力的なフーリガニズムの事例は通常この2つのチームが関わっている。2009年5月、APOELファンがオモニアのスタンドに侵入し、オモニアファンと拳で戦い、最終的に一人をスタンドの階段から突き落とした。6ヶ月後の11月、両チームのファンはGSPスタジアム近くで衝突し、APOELファンがオモニアが主催するフットサルトーナメントを乗っ取ろうとした。多くが負傷し、ある APOELファンは死にかけるほど殴打された。
オモニアとAPOELの間のライバル関係はその根源を政治に持つ。APOELファンは大多数が右派であるのに対し、オモニアファンは左派の傾向がある。オモニアスタンドでの共産主義のシンボルとAPOELスタンドでの右派または時にはファシストのシンボルは珍しいことではない。アポロンとAELリマソールの間のリマソールのライバル関係は、より都市を支配するチームが何かという問題である。アノルトシスの場合のフーリガニズムも政治的に関連しており、特にクラブがオモニアのような左派のチームと対戦する場合である。同じ政治的方向性を持つ異なる都市のクラブ間の他の事件は、都市間のライバル関係に関連しており、特にリマソルのクラブがニコシアのクラブと対戦する場合である。

### フランス
フランスのサッカーフーリガニズムは、人種的緊張を含む社会的対立に根ざしていることが多い。1990年代、パリ・サンジェルマン（PSG）のファンはベルギー、イングランド、ドイツ、イタリア、スコットランドのサポーターと戦った。PSG（パリを代表し、延いてはフランス北部を代表する）とオリンピック・ド・マルセイユ（フランス南部を代表する）の間には長年の南北対立があり、これによって当局は2つのチーム間の試合中に非常に動員されるようになった。車の焼却や店のウィンドウの粉砕を含む暴力的な戦いと試合後の暴動は、PSG-OMの試合の定例となっている。2000年には、この苦いライバル関係は特に暴力的になり、マルセイユのファンが投射物によって重傷を負った。
2001年5月24日、PSGとトルコのクラブガラタサライの間のパルク・デ・プランススタジアムでの試合で、50人が負傷した。PSGは当初記録的な$571,000の罰金を課されたが、上訴により$114,000に減額された。ガラタサライも当初UEFAから$114,000の罰金を課されたが、最終的には$28,500に減額された。2001年5月、サポーターズクラブから6人のPSGファンが暴行、武器の所持、ピッチへの物の投げ込み、人種差別の罪で逮捕され起訴された。この6人は、攻撃するためにトルコ系フランス人ファンが立っていたパルク・デ・プランススタジアムの一部に意図的に入ったとされている。6人は裁判の間、すべてのサッカースタジアムへの入場を禁止された。
2006年11月24日、PSGファンが警察によって射殺され、別の一人が重傷を負った。この暴力は、PSGがパルク・デ・プランスでのUEFAカップの試合でイスラエルのクラブハポエル・テルアビブに4-2で敗れた後に発生した。PSGファンはハポエル・テルアビブのファンを追い、人種差別的および反ユダヤ的なスローガンを叫んだ。ハポエル・ファンを守ろうとした私服警官が攻撃され、その混乱の中で、一人のファンが射殺され、もう一人が重傷を負った。これに対応して、フランス内務大臣のニコラ・サルコジはフランスサッカーリーグの会長であるフレデリック・ティリエとの会議を開き、サッカーにおける人種差別と暴力について話し合った。フランス警察の総局長であるミシェル・ゴーダンは、サッカーフーリガニズムに対する措置によって人種差別的事件が前シーズンの19件から今シーズンの6件に減少したと主張した。ゴーダンはまた、300人の既知のフーリガンが試合から締め出される可能性があると述べた。射殺されたファンは、1980年代のイギリスのフーリガンをモデルにした「ブローニュ・ボーイズ」というファングループと関連していた。このグループの名前は、パルク・デ・プランスの2つの主要なホームファンスタンドの一つであるブローニュのコップ（KOB）から来ている。
KOB自身は300人が参加する静かな追悼行進を行い、警察官がファンを殺害したと非難した。彼らは事件の「一方的な」説明しか与えていないとして、フランスのプレスの偏見を引用した。フランス大統領のジャック・シラクは、射撃につながった暴力を非難し、人種差別と反ユダヤ主義の報告に衝撃を受けていると述べた。フランス首相のドミニク・ド・ビルパンは、サッカーフーリガンに対処するための新しい、より厳しい措置を求めた。検察官は事件の調査を開始し、関与した警察官が刑事責任を問われるべきかどうかを判断するためであった。2006年1月4日のソショーとのホームゲーム前、2人のアラブの若者がKOB入口の外で白人ファンによって殴られ蹴られた。試合中、黒人選手に対する人種差別的な侮辱があり、インド系のPSG選手であるヴィカシュ・ドラソーに「地下鉄でピーナッツを売りに行け」と言われた。近年、英国の例に倣い、フランスの法律は変更され、暴力的なファンのスタジアムからの追放がますます増加している。ファングループの解散の脅威も、多くのファンの外向きのライバル関係と暴力を和らげた。禁止処分を受けている既知の暴力的なファンは、試合の夜に最寄りの警察署に出頭し、彼らがスタジアムの近くにいないことを証明する必要がある。
2016年6月11日、マルセイユでのユーロ2016のロシア対イングランドの試合中、ファン間で暴力的な衝突が発生し、35人が負傷した。両側のファンが互いに多数の物を投げつけ、肉体的に戦った。この事件を記録している人でさえ、他の人の頭を踏みつけるのが見られる。このため、両国はすぐ後に失格警告を受けた。試合は1-1で終了した。
2017年4月16日、オリンピック・リヨンとSCバスティアの試合中、SCバスティアのサポーターがピッチに侵入し、リヨンの選手と戦おうとした。試合はその後延期された。
2022年9月、OGCニースと1.FCケルンのファンがニーススタジアムの内外で衝突し、試合開始が55分遅れ、39人が負傷し、約50人のケルンファンが焼夷弾を投げてホームエンドを攻撃した。
2022年にはUEFAチャンピオンズリーグ決勝での混乱があり、数十人が逮捕され、数百人が負傷した。主にリバプールのファンがスタジアムから締め出され、パリのギャングから攻撃された。フランスの警察は彼らの援助に行かず、代わりにファンを攻撃し、その後彼らを状況の原因と非難した。UEFAの報告書は、不十分な警備と、リバプールのファンを守るのではなく攻撃したフランス警察の過度な対応をUEFAのせいにした。

### ドイツ

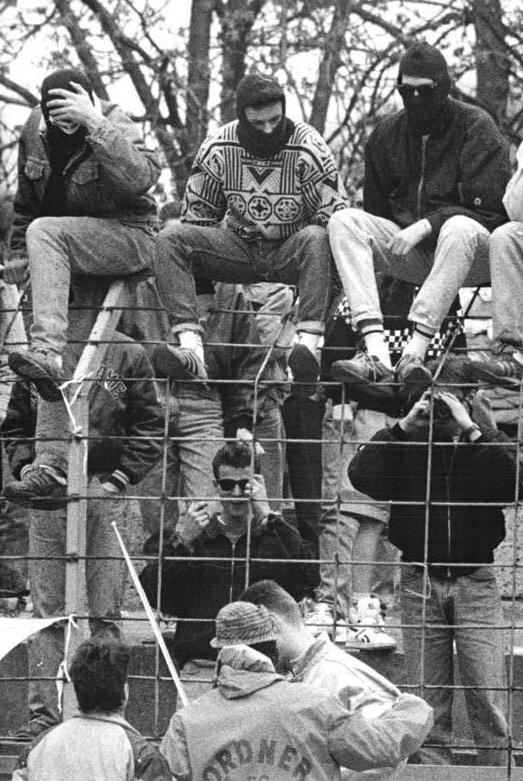
1990年4月のFCカールツァイス・イェーナ対FCベルリンの試合でマスクをしたFCベルリンのフーリガン。

18歳のFCベルリンサポーターであるマイク・ポリーは、1990年11月3日にライプツィヒでFCザクセン・ライプツィヒとFCベルリンの試合前にFCベルリンのサポーターと警察の間の衝突中に警察によって発射された複数の弾丸によって殺害された。1998年6月、フランスでのFIFAワールドカップのドイツ対ユーゴスラビアの試合後、フランスの警察官がドイツのファンによって脳に損傷を受けるほど殴打された。事件の後、ドイツ警察は既知の2,000人以上のドイツのフーリガンの多くに連絡を取り、フランスの今後の試合に行くと逮捕されると警告した。ドイツのファンは1998年に逮捕され、殺人未遂の罪で起訴された。1999年には、攻撃に関与したさらに4人のドイツ人が有罪となった。主な被告であるアンドレ・ザワツキは殺人未遂の罪で有罪となり、10年の懲役刑を宣告された。他の3人の被告は重傷害の罪で有罪となり、6ヶ月から3年半の懲役刑を宣告された。2001年、攻撃をリードしたとされるドイツのファン、マルクス・ワルネッケは有罪となり、5年の懲役刑を宣告され、10年間フランスから追放され、5年間すべてのスポーツ施設から追放された。

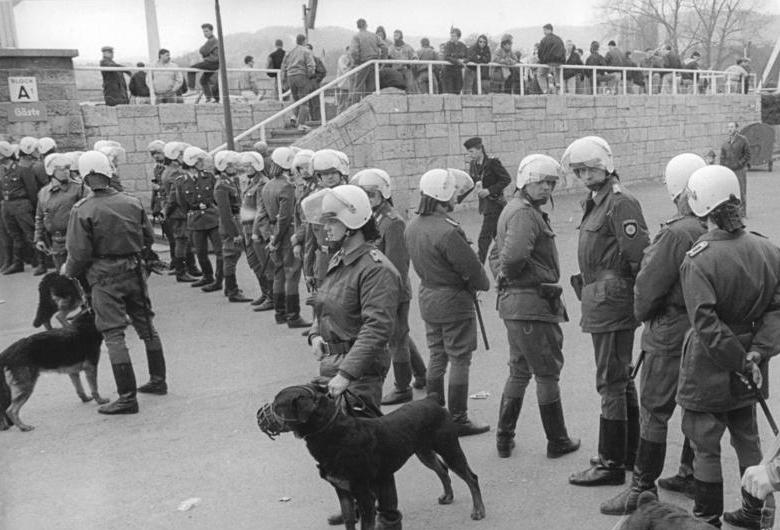
ドイツ警察は1990年4月にベルリンでのFCカールツァイス・イェーナとFCベルリンの試合前にフーリガニズムに備え、暴動鎮圧装備を着用し警察犬を使用している。

 ドイツにおけるサッカーフーリガニズムの一部はネオナチズムや極右集団と関連している。2005年3月、ドイツのサッカーファンはスロベニアのツェリェでのドイツとスロベニアの親善試合で、警察や対戦相手のファンと衝突し、車や店舗を損壊し、人種差別的なスローガンを叫んだ。ドイツサッカー連盟(DFB)はこの行為について謝罪した。結果として、52人が逮捕され、そのうち40人はドイツ人、12人はスロベニア人だった。スロバキアのブラチスラヴァでのスロバキアに2-0で敗れた後、ドイツのフーリガンが地元警察と衝突し、6人が負傷、2人が拘束された。DFBは再び人種差別的なスローガンを叫んだファンに対して謝罪した。
2006年6月、ドイツはドルトムントでのワールドカップ試合でポーランドを破り、これが暴力的な衝突につながった。警察はドルトムントで300人以上を拘束し、ドイツのファンは椅子、ボトル、花火を警察に投げつけた。逮捕された300人のうち、120人は既知のフーリガンだった。2006年10月、ドイツのサッカースタジアムにおける暴力と人種差別に対処するためのタスクフォースが設立された。DFB会長のテオ・ツヴァンツィガーとブンデスリーガ会長のヴェルナー・ハックマンは、ドイツの下位ディビジョンのいくつかの試合での暴力を受けて危機会議を開いた。最悪の事件は3部リーグ（北）のヘルタBSCベルリンBチームとディナモ・ドレスデンの試合で起き、23人の警官が負傷した。ディナモ・ドレスデンのファンはピッチに侵入しようとし、ガスカートリッジやプラスチック製の座席を含む投射物を警察に投げつけた。警察は警棒とペッパースプレーで対応した。FCアウクスブルクと1860ミュンヘンの間の2部リーグの試合では、21人が逮捕され、警察はファンを分散させるためにペッパースプレーを使用した。さらに、ジーゲン＝ヴィトゲンシュタインの70のアマチュアおよびユース試合は、審判が自分たちの安全を懸念してピッチに立つことを拒否したため中止された。2007年2月、ザクセンでは、約800人のファンがロコモティーヴェ・ライプツィヒとエルツゲビルゲ・アウエIIの試合後に300人の警察官を攻撃し（そのうち39人を負傷させた）、5部リーグ以下のすべてのドイツ下位リーグの試合が中止された。
2010年FIFAワールドカップ中のドイツとイングランドの試合後に小規模な騒動があった。イギリスの国旗がドイツのデュースブルク-ハンボルンのドイツサポーターの群衆の中で燃やされた。

### ギリシャ
ギリシャにおけるサッカーファン間の最初の事件は1930年6月、テッサロニキでのアリスとパナシナイコスの試合後に記録された。パナシナイコスのファンがテッサロニキからピレウス港に到着する際、オリンピアコスのファンはパナシナイコスによる彼らのチームの大敗（8-2）を忘れておらず、緑のファンと暴動を起こした。1962年、パナシナイコスとPAOKの試合後の事件について、新聞は初めてフーリガンがレオフォロス・アレクサンドラス・スタジアムを破壊したと書いた。1966年11月19日、レオフォロス・アレクサンドラス・スタジアムの13番ゲートに掲げられた大きな旗が、シーンに新しいグループの到来を告げた。ゲート13は最初の組織的なグループであり、何年もの間、クラブの決定に影響を与え、あらゆる機会にクラブに従うことでクラブの一部となった。PAOKファンは1976年にゲート4を作り、オリンピアコスファンは1981年にゲート7を作り、同じ年にAEKアテネファンはオリジナル21を作った。
1982年、アリス-PAOKの試合で、アリスティディス・ディミトリアディスが刺され、後にテッサロニキの病院で死亡した。1986年10月26日、ラリッサのアルカザール・スタジアムで、AELのサポーターであるハラランボス・ブリオナスがPAOKファンが投げた照明弾ピストルによって殺害された。1ヶ月後、アナスタシオス・ゾントスはAEKアテネとPAOKの試合前にアテネ中心部のオモノイア広場で刺殺された。1991年1月、AEKアテネとオリンピアコスのダービーの前に、ジョージ・パナギオトゥーはニコス・グマス・スタジアム外のフーリガン間の事件で照明弾ピストルに当たって死亡した。1991年4月10日、ピレウスでのパニオニオスとPAOKの間のギリシャバスケットボールカップ決勝後、PAOKサポーターを乗せた車がギリシャ国道1号線で未知のフーリガンによる即席のモロトフカクテルで激しく攻撃された。2人が焼死し、他の2人は重傷を負ったが生き延びた。犯人は見つからなかった。2005年5月15日、テッサロニキでイラクリスとアリスのダービーで、スコアが2-1でイラクリスがリードしていた時、アリスのフーリガンである「SUPER 3」がピッチに侵入した。サッカー選手のタソス・カツァンビスが衝突中に負傷した。試合は中断され、アリスは4ポイントの減点処分を受け、その結果セカンドディビジョンに降格した。
2007年4月、ギリシャのすべてのスポーツスタジアムは3月29日にアテネで行われたフーリガン間の予め手配された戦いでのファンの死亡を受けて2週間閉鎖された。この戦いには、アテネを拠点とするパナシナイコスと近隣のピレウスを拠点とするオリンピアコスというギリシャスーパーリーグのライバルクラブのファン500人が関与した。ギリシャ政府はすぐにギリシャのすべてのチームスポーツを中断し、チームとそのサポーター組織の間の関係を断った。パネトリコスとイリウポリの間のサードディビジョンの試合は、パネトリコスの無効となったゴールの後に選手とファンが衝突し、30分間中断した。2人の選手と1人のコーチが病院に送られた。
4月18日、地元のライバルPASヤニナとAELの間のギリシャカップ準決勝の試合中と試合後に、ヨアニナでライバルファンが互いに衝突し、暴動警察とも衝突した。AELが2-0で勝利した試合中にトラブルがあった。ファンはごみ箱に火をつけ、店のウインドウを割り、警察は催涙ガスを発射して彼らを分散させようとした。
2009年10月10日、約30人のフーリガンが地元のライバルPAOKとアリスのアカデミー間のアンダー17の試合を混乱させた。負傷者の中には、アリスの選手のグループとそのコーチ、PAOKのベテラン選手、そして別の関係者が含まれていた。2011年10月7日、ギリシャ代表チームのサポーターのグループがアテネでのクロアチアとのユーロ2012予選の試合のアウェイセクションを火炎瓶で攻撃した。
2012年3月18日、アテネオリンピックスタジアムでのパナシナイコスとオリンピアコスのスーパーリーグの試合中、ホームチームであるパナシナイコスのスタジアム内のファンがモロトフ爆弾で警察を攻撃し、スタジアムに広範囲の損害を与え、警察は平和を維持できなかった。
2014年1月5日、アテネの郊外にあるエガレオで、地元チームエガレオがAEKアテネをホストするサードディビジョンの試合が行われた。試合前にAEKとエガレオのファンの間で衝突が発生した。実際に、この衝突によってスタジアムの警備員が逮捕され、エガレオのフーリガンとの衝突に参加し、さらにAEKファンに対する殺人未遂を犯したとして訴えられた。
2014年9月15日、ネア・アリカルナッソスで、チームヘロドトスがエスニコス・ピレウスをホストするサードディビジョンの試合が行われた。試合の75分目に、両クラブのサポーター間の衝突により審判は試合を中断せざるを得なくなった。衝突中、エスニコス・ピレウスの45歳のサポーターが重度の頭部外傷を負い、2週間後に死亡した。
2022年2月1日、アリスのスタジアム近くのハリラウ地区でアリスのサポーターに対する攻撃中に、アリスのファンがPAOKのフーリガンに刺殺された。2023年7月6日、元の起訴である故殺（殺人）とは反対に、すべての被告が過失致死または殺人幇助で有罪判決を受けたことが発表された。
2023年12月、一連の暴力的なスポーツ関連事件を受けて、ギリシャは2ヶ月間すべてのスーパーリーグ1選手権サッカー試合を観戦することをファンに禁止した。この禁止はホームヨーロッパの試合にも適用される可能性がある。

### ハンガリー
ブダペストのチーム、ローカルダービーであるフェレンツヴァーロシュ・トルナ・クラブ（フェレンツヴァーロシュ拠点）とウーイペシュトFC（ウーイペシュト拠点）の間の試合は、サポーター間の暴力の頻繁な機会となっている。フーリガニズムに関与しているとされる他のクラブのサポーターには、デブレツェニVSC（デブレツェン）、ディオーシュジュールVTK（ミシュコルツ）、ニーレジハーザ・シュパルタツシュFC（ニーレジハーザ）、ザラエゲルセギTE（ザラエゲルセグ）、ハラダーシュVSE（ソンバトヘイ）、ヴィデオトンFC（セーケシュフェヘールヴァール）がある。

### アイルランド
アイルランドのチームが関与する試合で事件が発生することが知られている。アイルランドリーグで最も熱烈で有名なダービーはダブリンのライバルシャムロック・ローヴァーズFCとボヘミアンFCの間である。2019年7月15日、ダブリンのクラブUCDとボヘミアンスの間の試合後、アイルランドリーグの試合で群衆の騒動があった。群衆から投射物が投げられ、審判と選手は退避させられなければならなかった。

### イタリア
ウルトラまたはウルトラスという用語はイタリアでフーリガンを表すために使用される。イタリアのウルトラスは1960年代後半から1970年代初頭に準軍事的グループとして始まり、コマンドー、ゲリラ、フェダイーンなどの名前を自分たちに付けた。ユヴェントスのウルトラスの一つのグループはドルーグス（『時計じかけのオレンジ』に登場する暴力的なタイプにちなんで命名）と呼ばれる。すべてのイタリアのクラブにはウルトラギャングがあり、大きなクラブには数十のギャングがある。
ローマはそこのウルトラスによる刺殺事件の数により、英国の報道機関から「刺殺都市」と呼ばれている。ユニバーシティ・カレッジ・ロンドンの現代イタリア史の教授であり、イタリアサッカーに関する著書があるジョン・フットは次のように述べている。「彼らは被害者が死ぬ可能性が低いため、臀部を標的にする。彼らはライバルを傷つけ、それを逃れることができることを示したいのだ」。1984年、A.S.ローマのウルトラスは、リバプールが1984年ヨーロピアンカップ決勝でローマで優勝した後、リバプールのファンを刺した。2001年2月、ローマのファンは再びリバプールのファンを刺し、ローマウルトラスからのさらなるナイフ攻撃には、ミドルズブラのファン（2006年）とマンチェスター・ユナイテッド（2007年と2009年）に対するものがある。
2007年1月の週末の暴力の後、イタリアサッカー連盟（FIGC）の会長はすべてのリーグサッカーを中止すると脅した。アマチュアクラブ・サンマルティネーゼの関係者は、ルッツィでの選手とファンの間の戦いに巻き込まれて死亡し、フィレンツェ、ベルガモ、その他の場所で多数の無秩序の事件があった。2007年2月、イタリアサッカー連盟（FIGC）はすべてのサッカーの試合を停止した。これはサッカー暴力がセリエAのカターニアとパレルモの間で発生し、警察官のフィリッポ・ラチーティが鈍器外傷による肝臓損傷で死亡したためである。
ローマでのナポリとフィオレンティーナの間の2014年コッパ・イタリア決勝の前に、ナポリのファン3人が試合前にスタジアム外で撃たれ、そのうち2人は腕に負傷した。胸部を撃たれて危険な状態にあったチロ・エスポジトは、6月25日に病院で死亡した。銃を発見した警察は、これらの発砲が両群のファンによる他の衝突とは関連していないと考えていると述べた。試合前、ローマのトル・ディ・クィント地区で彼らの間で爆竹やその他の投射物が投げられたとの報告があった。その後、ナポリのファンが撃たれたファンの状態を知らずに試合を開始することを望まなかったため、キックオフは遅れた。試合主催者がナポリのファンに話そうとした際、彼らのミッドフィールダーであるマレク・ハムシークが同行していたが、彼らは「照明弾と煙爆弾を投げつけられた」。ローマのウルトラであるダニエレ・デ・サンティスはエスポジトを撃ったとして有罪となり、2016年5月24日に26年の禁固刑を宣告された。彼の判決は2018年9月26日の控訴で16年に減刑された。

### モンテネグロ
2015年3月27日のポドゴリツァでのユーロ2016予選試合で、始まってから数秒後、フーリガンがロシアのゴールキーパーイゴール・アキンフェエフに照明弾を投げつけ、彼を負傷させた。その後、試合は一時的に中断された。その後、両チームの戦いとさらなるフーリガニズムによって試合は中止された。
2019年3月、モンテネグロとイングランドの間のユーロ2020予選試合中、ダニー・ローズ、ラヒーム・スターリング、カラム・ハドソン＝オドイを含むいくつかのイングランド選手が、モンテネグロのファンからのモンキーチャントを受けたと主張された。

### オランダ
オランダで記録された最初のフーリガニズムの事例は、ロッテルダムのクラブフェイエノールトとイングランドのクラブトッテナム・ホットスパーが1974年のUEFAカップ決勝で対戦した際に発生した。トッテナムのフーリガンがフェイエノールドのスタジアムのトリビューンの一部を破壊した。これはオランダがそのような破壊的なフーリガニズムに遭遇した最初の例だった。その後、国内では多くのクラブで暴力的な集団が登場し、ある調査によると1970年代に国内で行われた3060試合のうち、6.6%にあたる201試合で何らかのトラブルが発生した。トラブル件数の17%はフェイエノールト、15%はFCユトレヒトの集団によって引き起こされたことから、両者は最も危険な存在として知られた。フーリガニズムに関連する他のオランダのクラブにはPSVアイントホーフェン、アヤックス、FCユトレヒト、FCフローニンゲン、トゥウェンテ・エンスヘーデ、MVVマーストリヒト、ADOデン・ハーグがある。
1985年に隣国のベルギーで発生したいわゆる「ヘイゼルの悲劇」以降、1987年10月に行われたUEFA欧州選手権1988予選のオランダ対キプロス戦での爆発物事件などトラブルが頻発した。これらの問題に対処する為に「サッカーにおけるバンダリズムに関する全国協議会」(LOV)や、「サッカーにおけるバンダリズムに関する中央情報機関」(CIV) による研究と対策が採られ、LOVやCIVと連携した警察当局による取締りの強化が行われている。
最も暴力的なライバル関係はアヤックスとフェイエノールトの間にある。特に深刻な事件は、1997年3月23日のいわゆる「ベフェルヴェイクの戦い」で、数人が重傷を負い、一人が死亡した。2002-03シーズンも同様の事件があり、アヤックスとFCユトレヒトのファン間の戦いもあった。

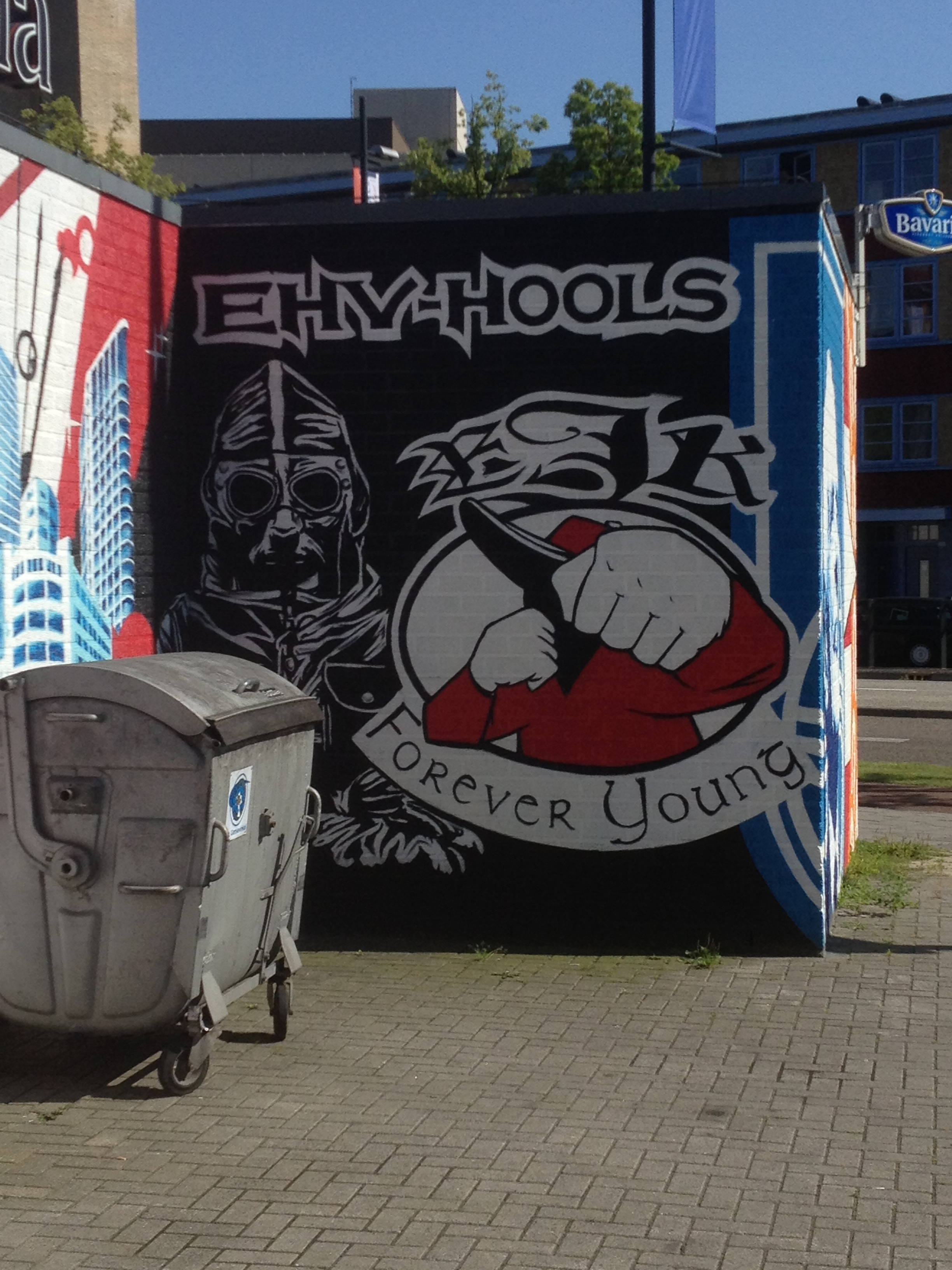
PSVのフィリップス・スタディオン近くの壁の壁画

 オランダのフーリガニズムは1980年代と1990年代にピークに達した。その後の年には、取られた措置により減少した。フーリガニズムは今でも時々発生するが、スタジアム内での有病率は減少した。
その他の深刻な事件には以下がある：
- 1990年6月16日、イギリスのファンがイタリアでのワールドカップの試合でオランダとの試合前に乱闘を起こし、逮捕された[138]。
- 1999年4月26日、フェイエノールドがNACブレダとの試合の後にタイトルを獲得し、80人のフーリガンが暴動を起こして逮捕された[139]。
- 2015年2月19日、フェイエノールドのフーリガンがヨーロッパリーグの試合A.S.ローマ-フェイエノールトの前にスペイン広場でガラスボトルと爆竹でイタリア警察を攻撃し、28人のオランダ人ファンが逮捕された。
- 2023年は、2月にPSVアイントホーヴェンのサポーターがセビージャのセルビア人ゴールキーパーを攻撃し、5月には試合に向かう途中で反ユダヤ的なスローガンを叫んだことで150人のファンが逮捕され、5月にはAZアルクマールのファンが黒いフードを着てウェストハム・ユナイテッドF.C.のサポーターをファンゾーンで攻撃した[140]。

### ポーランド
ポーランドのサッカーフーリガンは一般的にポーランド語で「プセウドキビツェ」または「キボレ」として知られている。
最大の暴動の一つは1993年5月29日にホジュフでポーランドとイングランドの間のワールドカップ予選試合で発生した。
ポーランドでの組織的なサッカーフーリガンの戦いは「ウスタウキ」として知られており、1990年代後半からポーランドで一般的になった。2003年3月30日、ポーランド警察はシロンスク・ヴロツワフとアルカ・グディニャの間の試合中にライバルのサッカーサポーターが戦った後、120人を逮捕した。暴動の間、フーリガンは警察官に石を投げつけ、ナイフと斧で走りながら戦った。一人の犠牲者が重傷を負い、後に病院で死亡した。
1998-99 UEFAカップの間、ナイフがイタリアの選手ディノ・バッジョ（パルマF.C.）に対してポーランドのサポーター（おそらくヴィスワ・クラクフのファン）によって投げられ、彼の頭部を負傷させた。レギア・ワルシャワのサポーターもリトアニアでの2007年7月10日のヴェトラ・ヴィリニュスとの試合で注目を集めた。レギアのフーリガンがホームチームのフィールドを破壊し、すべてのヨーロッパ競技会から2年間の出場禁止を受けた。
最も注目すべきフーリガン事件はクラクフで発生した。そこではヴィスワ・クラクフとKSクラコヴィアチームのサポーターのライバル関係が対立するファンの殺害にまで及んだと報告されている。
サッカーファンが関与する全国的な暴動は1998年スウプスクと2015年クヌルフで見られた。

### ロシア

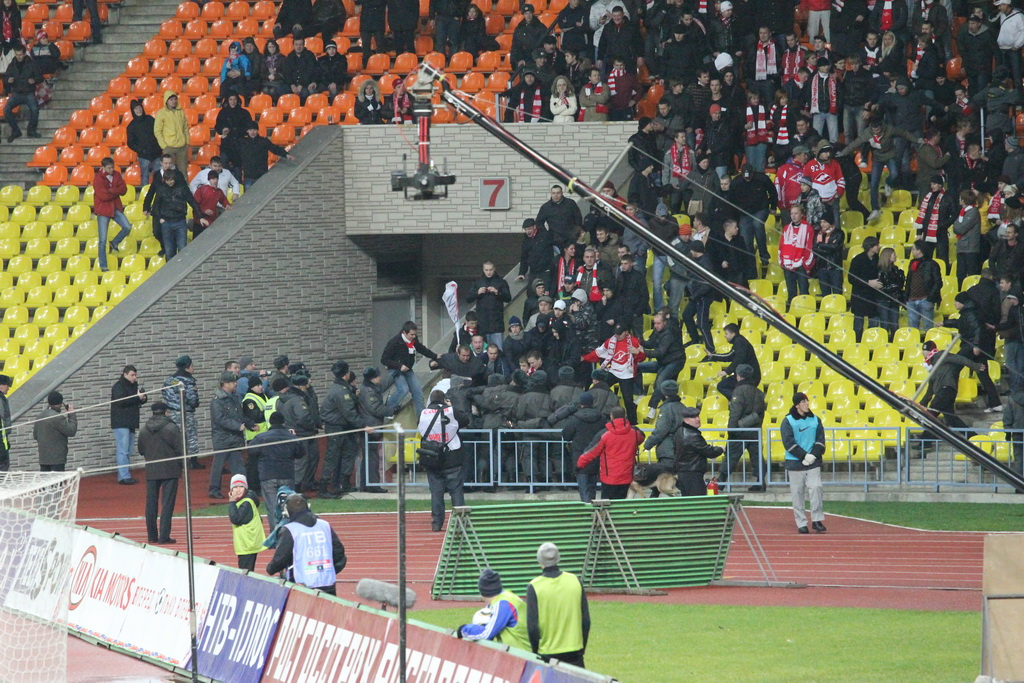
スパルタク・モスクワのフーリガン

サッカーフーリガニズムは2000年代初頭からロシアで広まるようになった。フーリガンは一般的にFCスパルタク・モスクワ（グラディエーター、シュコーラ、ユニオン）、PFC CSKAモスクワ（レッド・ブルー・ウォリアーズ、ギャラント・スティーズ、ヤロスラフカ、キッズ、アインファッハ・ユゲント）、FCディナモ・モスクワ（キャピタルズ、9-ka）、FCトルペド・モスクワ（チューブズ、トラブルメーカーズ）、FCロコモティフ・モスクワ（レッド・グリーンズ、バイキングス、BHZ、トレインズ・チーム）- すべてモスクワから - そしてサンクトペテルブルクのFCゼニト（ミュージック・ホール、コアリション、スネークス・ファーム）、ロストフ・ナ・ドヌのFCロストセルマシュ（ワイルド・レギオン）などのチームと関連している。ロシアのフーリガンはしばしばロシアの認識された政治的ライバルに対する根底にある恨みを示す。UEFA Euro 2016大会では、50人のロシアのファンが国外追放され、国際チームは組織的な暴力的攻撃の後に€150,000の罰金を科された。

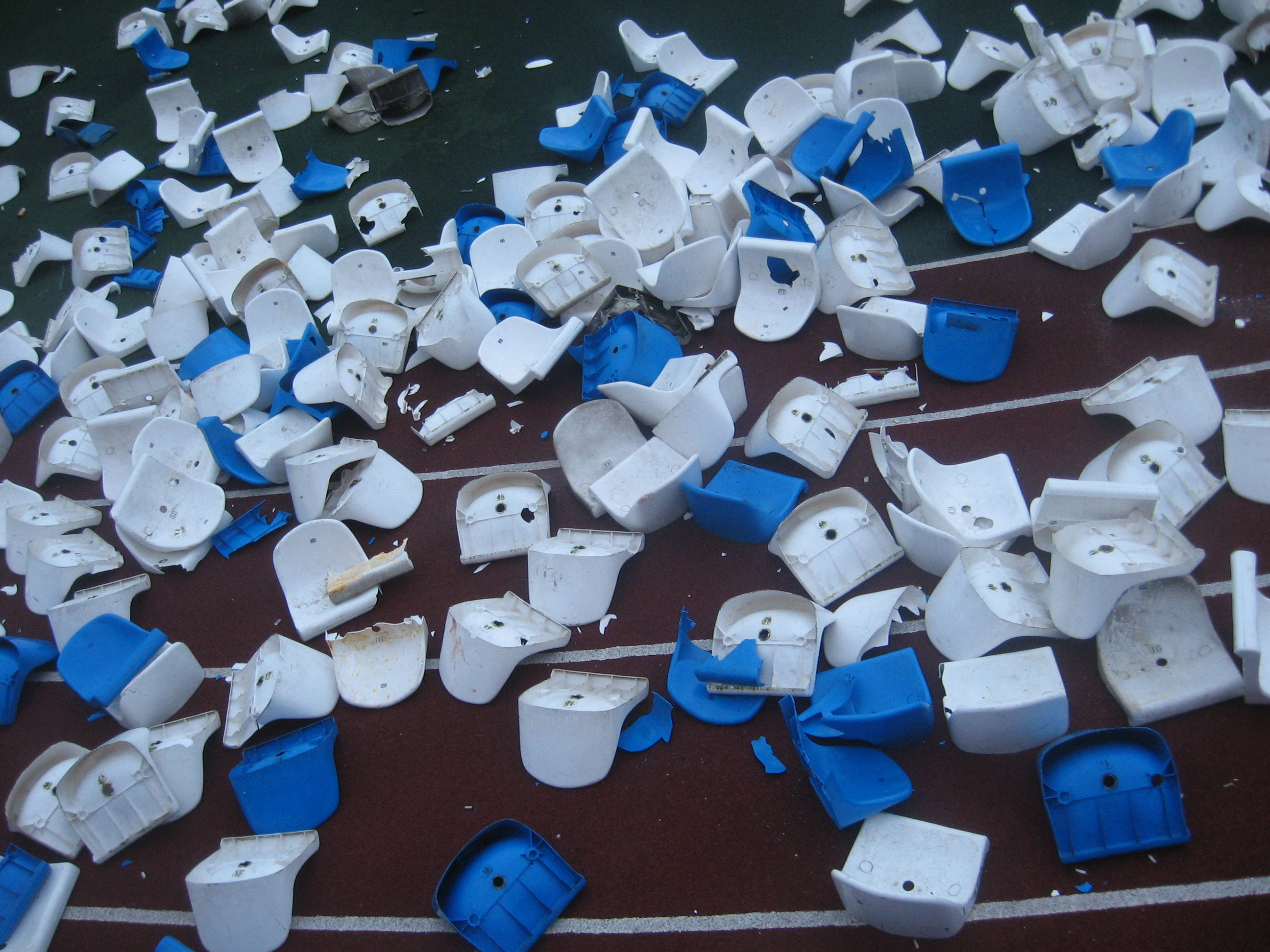
ロシアのブリャンスクでのサッカー暴動の余波：壊れた椅子と座席。

### セルビア

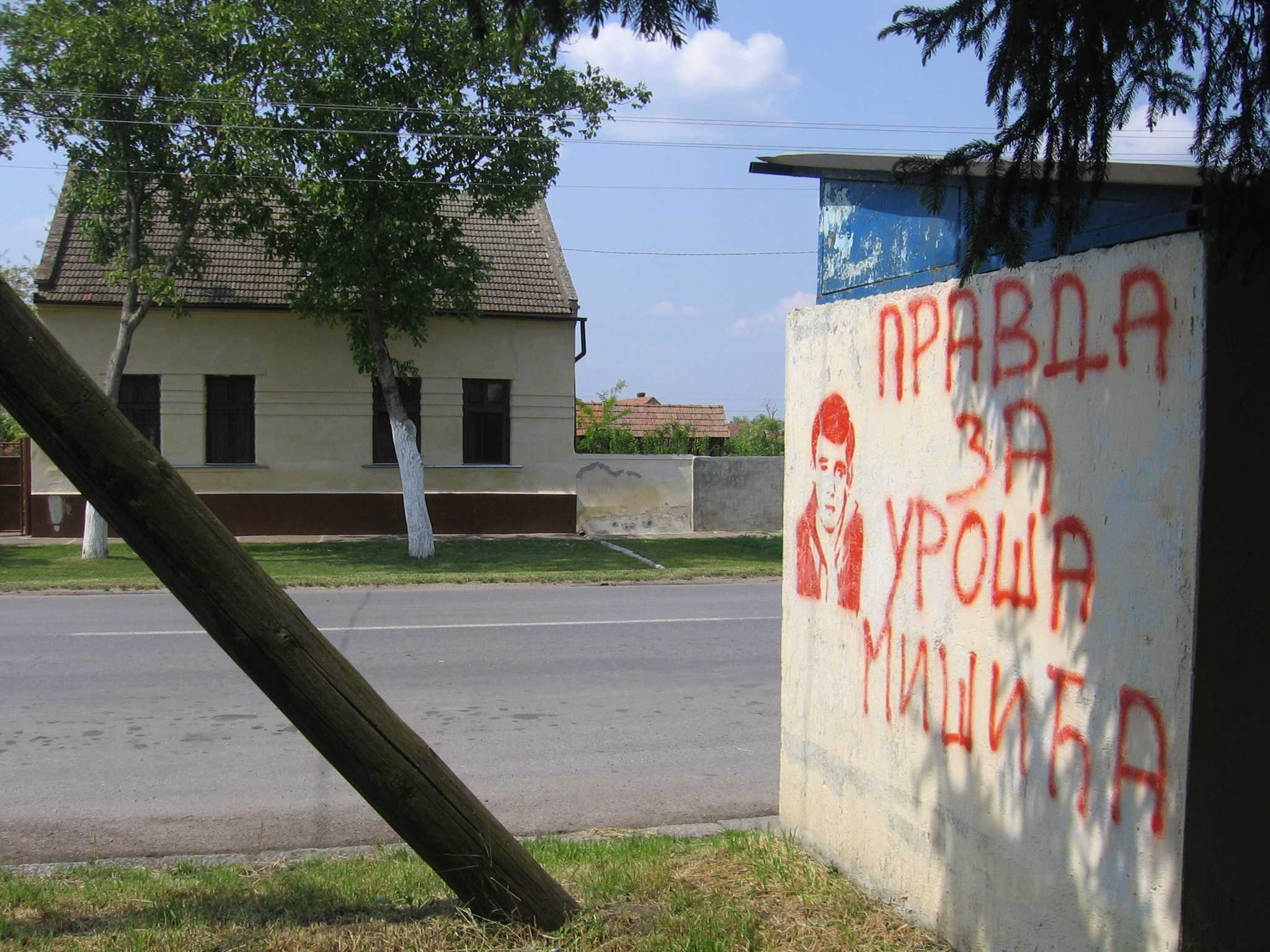
セルビアのフーリガニズム落書き

最も顕著なフーリガングループはベオグラードとセルビアの二つの主要クラブ、レッドスター・ベオグラードとパルチザン・ベオグラードに関連している。彼らはそれぞれ「デリエ」（「英雄たち」）と「グロバリ」（「墓掘り人」）として知られている。FKラドはあまり成功していないベオグラードのクラブで、その関連フーリガンは地元で「ユナイテッド・フォース」として知られ、悪名高く多くの暴力事件に関与してきた。
2007年12月2日、レッドスター・ベオグラードとハイドゥク・クラの間のセルビア・スーパーリーグの試合中に警察官が攻撃された際に重傷を負った。警察官は燃えている照明弾と壊れた座席で攻撃され、自己防衛のために空に警告発砲せざるを得なかった。彼は近くの病院で火傷、切り傷、あざの治療を受けた。翌日、セルビアサッカー協会は国内のサッカーフーリガニズムを取り締まるための政府の助けを求めた。2008年4月14日、FKパルチザンのグロバリとFKヴォイヴォディナのファンとの衝突の後、ノヴィ・サド近くでサッカーファンが殺害された。同じ週、レッドスター・ベオグラード対パルチザンのカップ戦の後、フーリガンによって3人が負傷し、バスが破壊された。

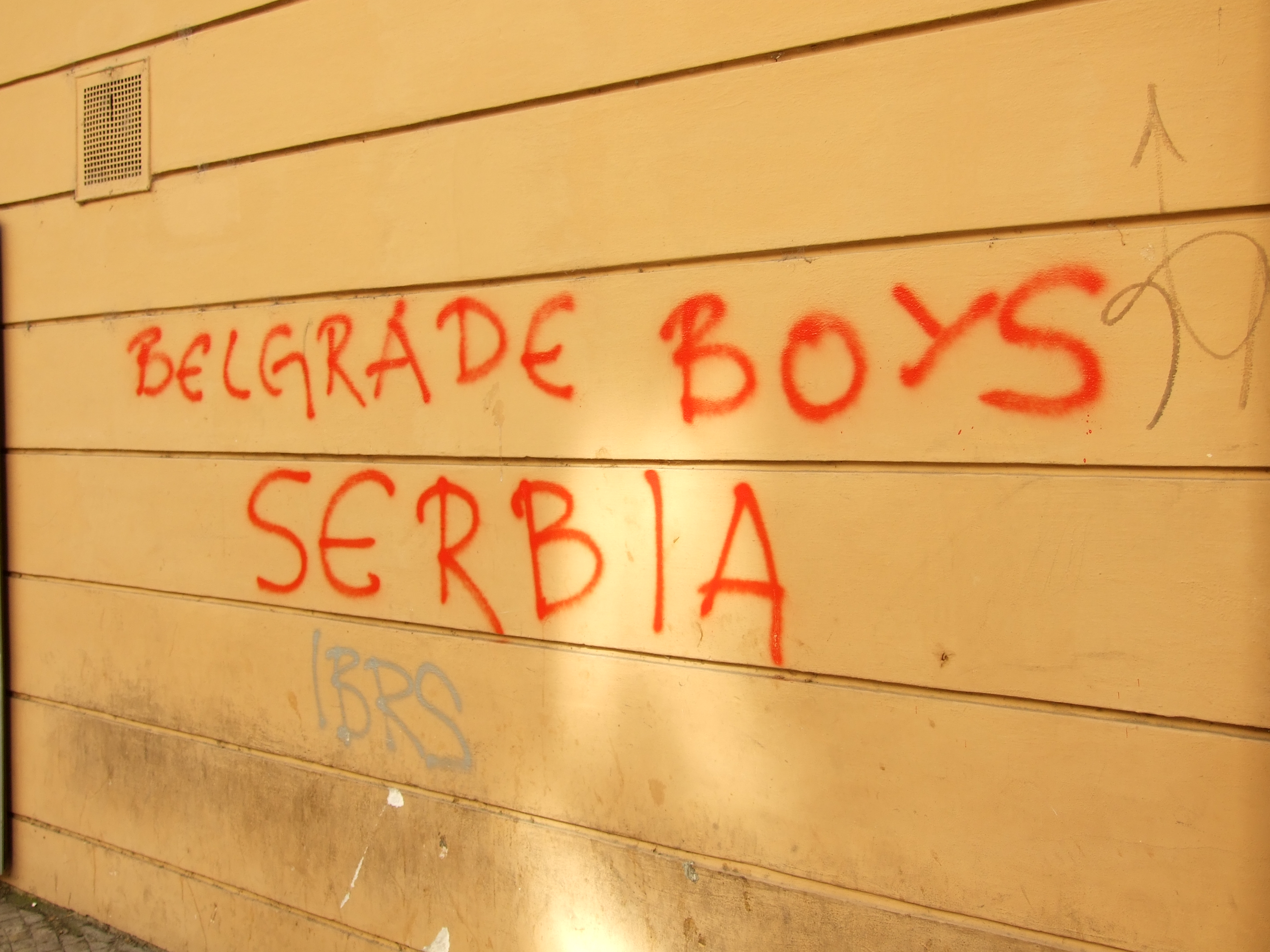
プラハのサッカー組織の落書き。

2008年9月19日、セルビアのサッカーフーリガンがレッドスター・ベオグラード対ハイドゥク・クラの試合での警察官への攻撃に対して10年の禁固刑を宣告された。2010年10月12日、セルビアのユーロ2012予選のイタリア戦は、いくつかのセルビアファンがピッチに照明弾と花火を投げ込み、場内外で深刻なトラブルを引き起こした後、わずか6分で中止された。パルチザン・ベオグラードは、ボスニア・ヘルツェゴビナのモスタルで群衆トラブルがあった後、UEFAカップから失格となった。パルチザンのファンが照明弾と石を投げ、ズリニスキ・モスタルのサポーターと警察と戦った。14人のパルチザンのファンがベオグラードでのトゥールーズFCのファンであるブライス・タトンの殺害で有罪判決を受けた。彼らは手術用マスクを着用し、野球のバットと照明弾で彼と他のファンを攻撃した。フーリガンは最大35年の禁固刑を受けた。
2014年、アルバニア対セルビアの試合ではすべてのアルバニアのファンが禁止され、試合はアルバニアの選手に対する虐待や脅迫、物理的な物の投げつけと共に進行し、結果として試合は中止された。

### スペイン
スペインにおけるサッカーフーリガニズムは主に3つの源から生じる。一つ目は人種差別で、一部の黒人選手が民族的中傷の被害者となっている。カメルーン出身の元FCバルセロナ選手であるサミュエル・エトーはこの問題を告発した。2004年のスペインとイングランドの親善試合では、ショーン・ライト＝フィリップスやアシュリー・コールなどのイングランドの黒人選手がスペインのサポーターからモンキーチャントを受けるなど、多くの黒人の外国人選手が人種差別を受けている。
二つ目の源はレアル・マドリードとバルセロナの間の強いライバル関係である。バルセロナからレアル・マドリードに移籍した後、ルイス・フィーゴのバルセロナのノウ・カンプスタジアムでの出現は強い反応を引き起こした：群衆はボトル、携帯電話、そして他の物（豚の頭を含む）を投げつけた。誰も怪我をしなかったが、試合の後にはスペインのプリメーラ・ディビシオンでのファンの暴力に関する大きな議論が続いた。
フーリガニズムはまた、フランコ将軍のファシスト政権時代から生じる深い政治的分裂にも根ざしている（一部のレアル・マドリード、アトレティコ・マドリード、エスパニョール、レアル・ベティス、バレンシアのウルトラスはフランキスタグループと関連している）。他は共産主義的傾向を持つ（デポルティーボ・ラ・コルーニャ、アスレティック・ビルバオ、セビージャ、セルタ・デ・ビーゴ、ラージョ・バジェカーノなど）、そしてカタルーニャ、ガリシア、バスク地方の独立運動がある。スペインでは、組織化されたフーリガングループは一般的に「グルポス・ウルトラ」と呼ばれる。悪名高い3つはボイショス・ノイス、フレンテ・アトレティコ、ウルトラス・スルで、それぞれFCバルセロナ、アトレティコ・マドリード、レアル・マドリードのサポーターグループである。また、ライバルチーム間のローカルまたは地域的な対立もあり、例えばカディスとヘレス、ベティスとセビージャ、オサスナとレアル・サラゴサ、またはデポルティーボ・デ・ラ・コルーニャとセルタの間などがある。
1991年、エスパニョールのフランスのサポーターであるフレデリク・ロイキエがFCバルセロナのフーリガンによって殺害された。彼らはロイキエをライバルのフーリガンと間違えた。1992年、13歳の子供がエスパニョールのスタジアムで照明弾に当たって死亡した。1998年、レアル・ソシエダのサポーターであるアイトール・サバレタが、両チームの試合の直前に、ネオナチグループ（バスティオン）と関連のあるアトレティコ・マドリードのフーリガンによって殺害された。2003年、デポルティーボ・ラ・コルーニャのサポーターが、対戦相手のSDコンポステラのサポーターを守ろうとした際に、自分のクラブに従うフーリガンによる暴動で殺害された。それ以来、当局はフーリガニズムを制御するための試みを行っている。2007年には、アトレティコ・マドリードとレアル・マドリードの試合前にフーリガニズムの行為があり、数台の車が破壊され、警察官が照明弾やボトルを投げつけられて負傷した。
スペインでのフーリガンの暴力は、スポーツイベントでのアルコール禁止や、最大60万ユーロの罰金とスタジアム禁止を試みるフーリガン法のために、1990年代後半から減少している。
2003年以降、FCバルセロナのフーリガンであるボイショス・ノイスはカンプ・ノウに入ることを許可されていない。バルセロナのハードコアフーリガンのサブグループは組織犯罪に対する警察の作戦に関与していた。2008年、エスパニョール戦でのフーリガン事件の後、FCバルセロナは暴力に対して非常に公に立場を表明し、永久に暴力を根絶したいと希望していると述べた。2007年、アトレティコ・マドリードのフーリガンはUEFAカップの試合前にアバディーンFCのフーリガンと衝突した。2009年と2010年、アトレティコのフーリガンはポルトガルでのUEFAカップの試合中にFCポルトとスポルティング・クルーベ・デ・ポルトゥガルのグループとも衝突した。アスレティック・ビルバオとFCシャルケ04の試合後の群衆騒乱制御の操作中、ホームサポーターのイニゴ・カバカス（フーリガニズムには関与していなかった）がエルツァインツァ警察サービスのメンバーが発射した「フラッシュボール」で頭を撃たれ、後に死亡した。同年、ラージョ・バジェカーノのフーリガンが11月14日のゼネストでの暴動中に逮捕され、テロリズムの容疑がかけられた。
2014年、スペインのフーリガンを根絶することについての議論が起こった。これはフレンテ・アトレティコのメンバーがリアソール・ブルース（デポルティーボ・ラ・コルーニャの過激派）のメンバーをマンサナーレス川に投げ込んで死亡させた後、そしてボイショス・ノイスのメンバーがバルセロナでPSGのサポーター2人を刺した後に起こった。
2016年、サッカー関連の暴力は再び公の議論の的となった。これはセビージャとユヴェントスのサポーターの間の戦いがUEFAチャンピオンズリーグのグループステージの試合の前日に起きたためである。ユヴェントスのサポーター2人が刺され（そのうち1人は重傷を負ったが入院後生き延びた）、セビージャのサポーター1人がガラス瓶による頭部の負傷で入院した。同様に、2018年のスパルタク・モスクワとアスレティック・ビルバオのファンの間の衝突は、状況を制御する警察官の一人が倒れて死亡したため、より広い注目を集めた。

### スウェーデン
フーリガニズムはスウェーデンでは20世紀初頭にIFKヨーテボリとエルグリーテISのファンの間で始まり、彼らはヨーテボリでのダービーの最中や後に衝突した。現代的なフーリガニズムは1970年に始まった。IFKヨーテボリのファンがヨーテボリをアルスヴェンスカンから降格させた試合の終わりにピッチに侵入し、ゴールポストを破壊し、警察と戦った。スウェーデンでのフーリガニズムは1980年代に成長する問題となったが、ピッチへの侵入とサッカーグラウンドでの暴力は1990年代後半に減少した。これはフーリガンのグループがグラウンドから離れた場所で戦いを事前に手配し始め、通常のサポーターから離れたためである。大規模な組織化されたフーリガンのグループを持つ7つのクラブはAIK（ファーマン・ボーイズ）、IFKヨーテボリ（ワイズメン）、ユールゴーデンIF（DFG）、ハンマルビーIF（KGB）、マルメFF（トゥルー・ロッカーズ）、GAIS（ゲルニングスメンネン）、ヘルシンボリIF（フロントライン）である。ただし、他のサッカー、バンディ、アイスホッケーのクラブも活発なフーリガンの追従者を持っている。2002年11月、ワイズメンの12人のメンバーが2001年にハンマルビーのファンに生命を脅かす傷害を負わせたとして裁判にかけられた。
2002年8月、トニー・デオガンというワイズメンのメンバーが、ファーマン・ボーイズとの事前に手配された戦いの後に殺害された。この死亡例以外にも、フーリガン組織が選手を脅迫したり脅したりする事例がいくつかあった。元AIKの選手イェスパー・ヤンソンは、1996年にライバルクラブのユールゴーデンIFに移籍した後、死の脅迫を受け、ドアにファーマン・ボーイズの色であるオレンジ色で「ユダ」と書かれた。AIKの元セキュリティ責任者であるミカエル・ヘドストレムも脅迫され、1998年には彼の住所に郵便爆弾が送られた。2番目の死亡事故は2014年3月に発生した。43歳のユールゴーデンサポーターが、ヘルシンボリとの2014年アルスヴェンスカン開幕戦に向かう途中のヘルシンボリで暴行を受けて死亡した。男性の死亡が知られるようになった後、ユールゴーデンのサポーターは試合開始42分後にピッチに侵入し、当局者は試合を中止せざるを得なくなった

### スイス
一般的に平和的であるという評判にもかかわらず、スイスは他のヨーロッパ諸国と同様に、1980年代初頭からサッカーフーリガニズムに関する重大な問題に直面している。2018年10月、スイスの連邦および州の当局は、過去6ヶ月間のスイスでの3試合に1試合が暴力的な事件によって特徴づけられていたと指摘した。統計的に、過激なサポーターが関与するほとんどの事件はチューリッヒで発生した。

#### フーリガニズムの事例
スイスで最も深刻な事件は、2006年バーゼルフーリガン事件と呼ばれ、2006年5月13日、2005-06シーズンの最終日に発生した。FCチューリッヒがザンクト・ヤコブ・パルクで最後の瞬間のゴールでFCバーゼルを破り、スイス選手権を獲得した。試合終了のホイッスルの後、怒ったバーゼルのフーリガンがフィールドに殺到し、チューリッヒの選手を攻撃した。チューリッヒチームは、戦いが続く中、スタンドの上層階で祝わざるを得なかった。その夜には通りでも同様の戦いがあった。
スイスの2番目に深刻な事件は、2011年10月2日のチューリッヒダービーで発生した。
2022年8月、スイスのクラブBSCヤングボーイズとRSCアンデルレヒトの間のヨーロッパリーグの試合がブリュッセルのレストランで暴力的な衝突につながった。ベルギー警察はこの衝突を、スイスのベルンでの別のヨーロッパリーグの試合での暴力的な活動に対するアンデルレヒトフーリガンによる報復行為の可能性として見ていた。
別の大きな事件は2022年11月に発生し、FCバーゼルのサポーターがFCルツェルンのサポーターとルツェルンで衝突し、路上での戦いや警察との衝突につながった。

#### 警察の対応
スイス当局は、フーリガニズムをスイス国内および海外で防ぐために予防的な措置を講じている。スイス連邦警察は、約800人の既知のスイスのフーリガンが2016年ヨーロッパサッカー選手権に向けてスイスを出国することを禁止した。

### トルコ
トルコ・デイリー・ニュースによると、フーリガングループは組織化されており、彼ら自身の「リーダー」を持ち、しばしば組織化されたストリートファイターで構成されている。これらのグループは、「ラコン」（行動規範）を持っており、それによれば意図は殺すのではなく負傷させることであり、刺し傷は腰より下でなければならないとされている。他のフーリガンはチームの勝利を祝うために空中に銃を発砲し、バルコニーでその祝賀を見ていた罪のない人々を誤って殺してしまうことがある。
イスタンブールのライバルガラタサライとフェネルバフチェの試合中にトラブルが発生した。しかし、トルコサッカー連盟はフーリガニズムを抑制するために警備を強化した。2005年のトルコカップ決勝戦でのガラタサライとフェネルバフチェの間では、暴力を防止するために8,000人の警察、スチュワード、役員が配置された。2006年、トルコサッカー連盟はフーリガニズムの脅威に対抗するための新しい措置を導入し、プロフェッショナルサッカー懲戒委員会がクラブにファンの行動に対してYTL 250,000までの罰金を課すことを可能にする新しい規制を制定した。再犯者はYTL 500,000までの罰金を課される可能性がある。トルコサッカー連盟の報告にもかかわらず、トルコ警察はサッカーフーリガニズムは大きな脅威ではなく、「孤立した事件」であると考えている。
2000年、ガラタサライのUEFAカップ準決勝戦とリーズ・ユナイテッドの試合前に、リーズのファン2人、クリストファー・ロフタスとケビン・スペイトが、トルコ人とイギリス人のフーリガン間の路上での戦いの後、イスタンブールで刺殺された。UEFAは試合を続行することを許可し、ガラタサライは2-0で勝利した。リーズは犠牲者への弔意のメッセージが読まれている間、地元のファンがやじを飛ばしたことに抗議した。ガラタサライの選手は黒い腕章を着けることを拒否した。当時のリーズの会長ピーター・リズデールは、ガラタサライが「敬意の欠如を示している」と非難した。彼はまた、彼のチームの選手が試合前に脅迫を受けていたことを明らかにした。
アリ・ウミット・デミルは刺殺で逮捕され、15年の禁錮刑を宣告されたが、激しい挑発に基づいて刑期は5年に短縮され、他の5人はさらに短い4ヶ月未満の刑を受けた。ナイフで攻撃したと告発された人々の家族は、彼らの行動を擁護し、「無礼なイギリス人」を罰した子供たちを承認したと報告されている。さらなるファン間の衝突を避けるために、ガラタサライファンが復路の試合に旅行することは禁止されたが、リーズファンによるトルコのテレビクルーと警察への攻撃の報告があった。しかし、試合の警備を担当していた警察の警視長は、逮捕者の数は「通常の高カテゴリーの試合よりも悪くはない」と考えていた。リーズ・ユナイテッドのサポーターが投げた物体でハカン・シュキュルが襲われ、アンダーパスを通過した後にガラタサライのチームバスが石を投げられた。試合ではエムレ・ベロゾールとハリー・キューウェルが退場となり、ガラタサライは2-2のスコアで決勝への道を確実にした。
暴力はまた、コペンハーゲンでの2000年UEFAカップ決勝前にザ・ハードを主とするアーセナルファンとガラタサライファンの間でも発生した。ガラタサライファン1人、アーセナルファン1人、デンマーク人1人が刺されたという。ガラタサライはその後ペナルティーショートアウト後に試合に勝利した。
2001年5月24日、パルク・デ・プランススタジアムでのフランスのクラブPSGとガラタサライの試合で50人が負傷した。PSGは当初記録的な571,000ドルの罰金を課されたが、上訴により114,000ドルに減額された。ガラタサライも当初UEFAから114,000ドルの罰金を課されたが、最終的には28,500ドルに減額された。2001年5月、サポーターズクラブから6人のPSGファンが暴行、武器所持、ピッチへの物投げ込み、人種差別の罪で逮捕・起訴された。この6人は、トルコ系フランス人ファンが立っていたパルク・デ・プランススタジアムの一部に意図的に入り、攻撃するために入ったとされている。6人は裁判期間中、すべてのサッカースタジアムへの入場を禁止された。
2003-2004シーズン中、2004年2月8日のカルシュヤカとギョズテペの間のセカンドリーグカテゴリーAの試合ではライバルのカルシュヤカとギョズテペのサポーターが衝突し、その結果試合は33分間中断された。これはカルシュヤカが2-0の劣勢から5-2でリードした後に起こった。試合後、ギョズテペのファンが警察と衝突し、7人の警察官が負傷し、15人のギョズテペのファンが逮捕された。
ブルサスポルのファンは2003-04シーズン終了時のアダパザルでのスュペル・リグのサムスンスポル戦で警官と衝突した。この試合はブルサスポルとチャイクル・リゼスポルの前の試合での出来事のために、アダパザルで行われた。ブルサスポルは降格を避けるために試合をしていた。ブルサスポルは1-0で勝利したが、ライバルが勝利した後、カテゴリーAに降格した。試合後、ブルサスポルのファンはサカリヤ・アタチュルク・スタジアムの座席を引き抜いて投げつけた。彼らはまた、アダパザルへの旅行中にギョルジュクの職人たちと戦った。2010年3月のブルサスポル対ディヤルバクルスポルの試合は、ディヤルバクルスポルのサポーターがフィールドに物を投げつけた後、17分で中断された。一つの物体が副審に当たり、倒した。
2011年5月7日、ブルサスポルのサポーターはライバルのベシクタシュとの試合前に警察と衝突した。この暴力で25人の警察官と9人のファンが負傷した。2011-2012シーズン終了時のフェネルバフチェ対ガラタサライの試合中、フェネルバフチェのファンが警察と衝突し、200万ドルの損害を与えた。
1967年のカイセリ・アタチュルク・スタジアム惨事はトルコの歴史の中で最悪のフーリガニズム事件だった。それは40人の死と600人の負傷者をもたらした。カイセリスポルが前半で先制した後、ハーフタイムにカイセリスポルのファンが挑発したことで暴力が始まった。両チームのサポーター、その一部はバットとナイフで武装していたが、互いに石を投げ始め、暴力から逃れようとしたファンがスタンドの出口前で将棋倒しを引き起こした。スタジアムでの出来事の後、カイセリでの破壊行為とスィヴァスでの数日間の暴動が続いた。
2013年5月13日、イスタンブールダービー後にフェネルバフチェのファンが刺殺された。このフェネルバフチェのファンはフェネルバフチェとガラタサライの間の試合の後、バス停でガラタサライファンのグループに攻撃され、後に病院で死亡した。
2015年、菓子メーカーのウルケルは—以前は「トルコサッカーの最大のスポンサーの一つ」だったが—「少ない観客数、暴力、試合での悪い雰囲気」のために支援を中止した。
2023年12月、MKEアンカラギュジュサッカークラブの会長が審判を殴ったとみられる事件の後、逮捕された。訪問チームが終了間際に同点ゴールを決めた後、ファンもピッチに侵入した。この暴行の後、トルコのすべてのリーグサッカーの試合は無期限に中断された。審判は地面に倒れた後も繰り返し蹴られた。

### イギリス
イギリスではサッカーフーリガニズムの記録が1880年代からあり、遅くとも1960年代からイギリスはそれに関して世界的な評判を持っていた—この現象はしばしばイングリッシュ・ディジーズ（英国病）と呼ばれていた。ジョン・モイニハンは『ザ・サッカー・シンドローム』で1960年代の夏の日のグディソン・パークの空っぽのタッチライン周辺の散歩について述べている。「訪問チームのゴールキーパーに物体が突っ込むのを止めるためにバリアを作った悪名高いゴールの後ろを歩いていると、常連客が去ったことがないかのように敵意の奇妙な感覚が残っていた」。『ニューズ・オブ・ザ・ワールド』のボブ・ペニントンは「根拠を確立するのが難しい多国籍港でアイデンティティを求める彼ら（エヴァートン）に固着する支援の狂信的な端」について語った。同じ新聞は後にエヴァートンのサポーターを「イギリスのサッカーを見る最も荒い、最も騒々しい暴徒」と表現した。
1970年代から、多くの組織化されたフーリガン組織が現れ、ほとんどのフットボールリーグクラブには少なくとも一つの組織化されたフーリガン要素があった。フーリガニズムは地元のライバルが対戦する時に最悪になることが多かった。アーセナル、チェルシー、アストン・ヴィラ、リーズ・ユナイテッド、ミルウォール、バーミンガム・シティ、トッテナム・ホットスパー、ポーツマス、サンダーランドA.F.C.、ニューカッスル・ユナイテッド、ウェストハム・ユナイテッド、レスター・シティ、ブリストル・シティ、ウルヴァーハンプトン・ワンダラーズ、ストーク・シティ、カーディフ・シティなどのチームのサポーターはフーリガニズムと最も頻繁に関連付けられていた。
人種差別は1970年代から黒人選手がイングランドリーグチームに定期的に出現したのと同時期にフーリガニズムの要因となった。黒人選手は頻繁にモンキーチャントの的になり、バナナを投げつけられた。ナショナルフロントを含む極右グループのメンバーはまた、人種差別的なスローガンを噴霧し、試合で人種差別的な文献を配布した。
セクト主義的暴力は、スコットランドでのセルティックとレンジャーズの間の試合での攻撃的な応援だけでなく、群衆暴力の定期的な要因であった。2022年リーグカップ決勝で、最近亡くなったハイバーニアンの会長への1分間の拍手の間、レンジャーズのファンは「我々はビリー・ボーイズだ」と歌った。スコットランドのサッカーにおけるフーリガニズムは1970年代の最盛期に比べ強度が減少したが、最近わずかに増加しており、多くのチームが小さなグループを持っている。ハーツはイスタンブールとRFSとのヨーロッパカンファレンスの試合でのファンの行動のために罰金を科された。
ヘイゼルスタジアム惨事の結果として、ブリュッセル、ベルギーで1985年にユヴェントスとリヴァプールの間で行われた試合で、暴動を起こしたリヴァプールのファンが39人のユヴェントスのファンの死亡につながったため、イングランドのクラブは1990年までのすべてのヨーロッパの大会から禁止され、リヴァプールにはさらに1年の禁止が課された。英国のサッカーフーリガン・ギャングの多くは、フーリガニズムを特に窃盗や強盗などの獲得型犯罪の隠れ蓑として使用した。1980年代から1990年代にかけて、英国政府はサッカーに関連する暴力に対する大規模な取り締まりを主導した。近年、サッカーフーリガニズムが他のヨーロッパ諸国で懸念を高めている中、現在の英国のサッカーファンは海外でより良い評判を持つ傾向がある。英国のサッカーフーリガニズムの報告は依然として表面化するが、現在発生する事例は試合そのものよりもパブを含む事前に手配された場所で発生する傾向がある。
バーミンガム・シティの多民族フーリガン要素は、他のグループとの戦いの前にこのグループが発した応援から「ズールー」というニックネームを獲得した。「ワン・アイド・バズ」のバリントン・パターソンの伝記（ISBN 978-1-84358-811-5）で説明されているように、このグループのニックネームは他のグループによる軽蔑的な応援から派生したものではないことを確認している。
フーリガニズムの最悪かつ最も頻繁なケースで注目を集めた他のイングランドとウェールズのクラブには、チェルシー（当時の会長ケン・ベイツが1980年代半ばにフーリガンと戦うためにクラブのスタジアムに電気柵を設置したが、試合中にそれをオンにする許可を拒否された）、リーズ・ユナイテッド（1975年のバイエルン・ミュンヘンとのヨーロッパカップ決勝後の暴動を受けてヨーロッパの大会から禁止された）、リヴァプール（そのファン14人が1985年のヨーロッパカップ決勝での暴動の後に有罪判決を受け、スタジアムの壁が崩壊してベルギーのヘイゼルスタジアムで39人の観客が死亡した）、マンチェスター・ユナイテッド（彼らのファンがフランスでの試合で暴動を起こした後、1977年にヨーロッパカップウィナーズカップから最初に禁止されたが、上訴により復活した）、ミルウォール（そのファンは1985年のルートンでのFAカップ戦での悪名高いフーリガニズム事件に関与した）、トッテナム・ホットスパー（1974年のUEFAカップ決勝での騒動と1983年のロッテルダムでの騒動で悪名を得た）、ウルヴァーハンプトン・ワンダラーズ（1980年代後半にウルヴァーハンプトン・ワンダラーズFCのサブウェイ・アーミーフーリガン組織に関与する数十人のファンが、カーディフ・シティやスカーボロとの対戦を含む4部リーグの試合での事件で有罪判決を受けた）、そしてカーディフ・シティ（そのフーリガン要素はソウル・クルーとして知られ、最も悪名高いサッカーフーリガン組織の一つである）が含まれる。
2002年3月、シーバーンカジュアルズ（サンダーランドA.F.C.のグループ）は北シールズフェリーターミナル近くで事前に手配された衝突でニューカッスル・グレムリンズのフーリガンと戦い、「イギリスで目撃された最悪のサッカー関連の戦いの一部」と表現された。グレムリンズとカジュアルズのリーダーは両方とも陰謀で4年の懲役刑を受け、28人の他の者が警察が当日のギャングメンバー間で送られた携帯電話によるメッセージを調査した後、様々な期間の懲役刑を受けた。
2015年2月、チェルシーFCがパリ・サンジェルマンF.C.と対戦する前に、チェルシーの4人のサッカーファンは人種差別的暴力で有罪となり、猶予付きの懲役刑を受けた。これは黒人市民がパリのメトロから押し出された際にファンが「私たちは人種差別主義者だ、私たちは人種差別主義者だ、そしてそれが私たちの好きなやり方だ」と応援したためだった。この4人の男性はメトロ車両から押し出した黒人の乗客に10,000ユーロを支払うよう命じられた。
2018年12月、ナポリのファンが両親からのプレゼントとしてリヴァプールとナポリのチャンピオンズリーググループステージの試合に出席し、スタジアムを出る際に7人のリヴァプールフーリガンのグループに攻撃されたと述べた。彼はリバプール大学病院に頬骨骨折と片目の外傷で入院したという。しかし、彼と友人が助けを得ることができたのは、車を止めた後だけだったという。被害者は「死ぬかと思った」と言ったと伝えられている。一部の報告は、これは単独のファンに対する攻撃であり、ライバルグループ間の戦いではなかったと強調している。
UEFA EURO 2020決勝（COVID-19パンデミックのため2021年に開催された）の日、イングランドとイタリアの間の試合はウェンブリースタジアムの入り口、レスタースクエアとトラファルガースクエアの両方で暴動が発生し、汚された。86人が警察によって逮捕された
2021年9月、レスター・シティはホームでナポリとUEFAヨーロッパリーググループステージの試合で対戦した。両クラブのサポーターが衝突し、スタジアムから約1マイル離れた場所で路上での戦いとなり、試合終了後には騒動となった
2022年9月、ウェンブリースタジアム近くのパブでイングランド対ドイツのUEFAネーションズリーグの試合前に、マスクを着けた約100人のドイツのフーリガンが鉈とナックルダスターで武装して襲撃した。

### イングランド

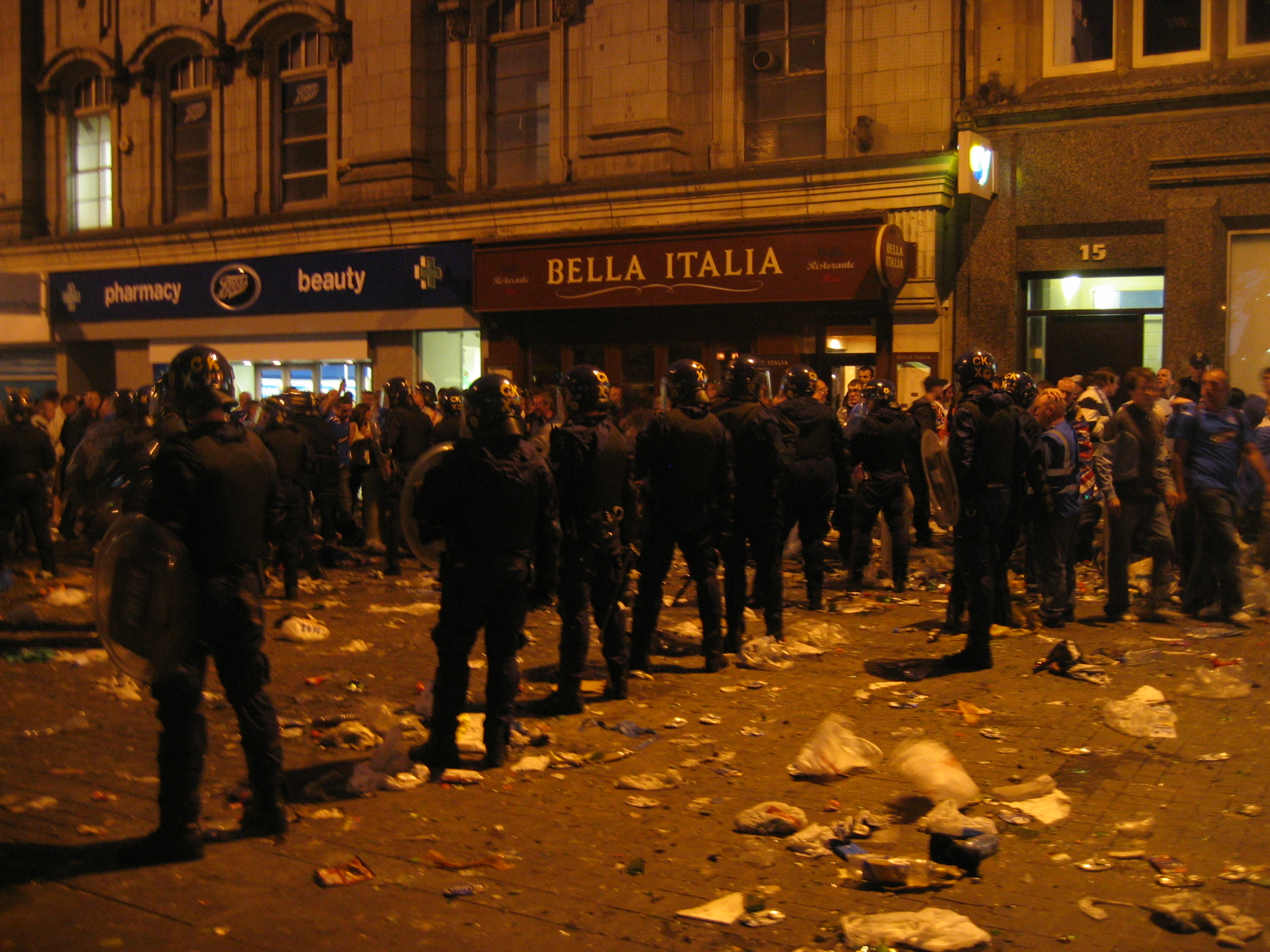
暴動を取り締まる警官隊

イングランドのサポーターによる暴動は1960年代頃から頻発するようになり、1974年5月29日にオランダのロッテルダムで行われたUEFAカップ決勝第2戦・フェイエノールト対トッテナム・ホットスパー戦や、1975年5月28日にフランスのパリで行われたUEFAチャンピオンズカップ決勝・バイエルン・ミュンヘン対リーズ・ユナイテッド戦、1980年6月12日にイタリアのローマで行われたUEFA欧州選手権1980グループリーグ、イングランド対ベルギー戦などで暴動を引き起こした。
1985年5月29日にベルギーのブリュッセルで行われたUEFAチャンピオンズカップ 1984-85決勝において39人が死亡した事件（ヘイゼルの悲劇）を契機に抜本的なフーリガン対策が行われるようになり、監視法の制定や関係機関による取り組みが行われた結果、1996年前後にはスタジアム内でのフーリガンによるトラブルは過去の出来事と考えられるようになった。
その一方で、同年にイングランドで開催されたUEFA欧州選手権1996準決勝のイングランド対ドイツ戦、1998年にフランスで開催された1998 FIFAワールドカップ1回戦のイングランド対アルゼンチン戦、2000年4月に行われたUEFAカップ準決勝第1戦のガラタサライ対リーズ・ユナイテッド戦、同年5月17日に行われた同大会決勝・ガラタサライ対アーセナル戦、同年にオランダとベルギーで共同開催されたUEFA欧州選手権2000ではグループリーグ第2戦のイングランド対ドイツ戦など、スタジアム外でのトラブルは発生し続けている。
暴動に関与する者達は「ブッシュワッカーズ」（ミルウォールFC）、「レッド・アーミー」（マンチェスター・ユナイテッド）、「ヘッドハンターズ」（チェルシーFC）などといった集団を名乗り、テディ・ボーイやモッズやスキンヘッズといったその時代ごとの若者文化と結びついた服装を身につけていたが、1980年代頃から警察当局による取締りが厳しくなると、その監視を逃れるために、デザイナーブランドのシャツや靴といった一般の観客層と変わらない服装を身に付けるカジュアルと呼ばれる形態を採っている。

### ウクライナ
ウクライナでのサッカーフーリガニズムは1980年代に始まった。フットボールフーリガンが関与する最初の大きな戦い（800人以上）は、1987年9月にキーウの中心部でディナモ・キエフとスパルタク・モスクワのファンの間で発生した。1990年代は比較的静かに過ぎ、フーリガン間の大きな戦いはなかった。1998年9月5日、ウクライナとロシアのナショナルサッカーチーム間の重要な試合が行われた。ウクライナのフーリガンはロシアのファンに抵抗するために「ナショナルクルー」に団結し始めたが、大規模な団結は警察の介入により行われず、主にキエフとドニプロペトロフスクからのウクライナのファンで構成されていた。2001年3月、いくつかのクルーが団結し、ウクライナとベラルーシ代表サッカーチームの試合後に80人のベラルーシファンを攻撃した。その正確な時間に、サポート運動に対する見解の変更により、フーリガンとウルトラスが分離された。2002年4月15日、約50人の右翼ディナモファンがキエフのユダヤ教地区を攻撃し、地元のビジネス、シナゴーグ、ユダヤ教の礼拝者を標的にした。
2005年以降、フーリガン間の衝突は警察の存在が大きくなったため、主に市外で発生するようになった。ユーロ2012の間、サッカーフーリガンの数人のリーダーが政府の圧力を受けた。尊厳の革命の間、すべてのファンの団結が発表され、属性を燃やしたり、戦ったり、攻撃的な歌を歌ったりするなどのあらゆる挑発の禁止が課された。ウクライナ東部での戦争の間、多くのフーリガンとウルトラスが国の防衛に向かった。アゾフ旅団の一部は「セクト82」という名前のFCメタリスト・ハルキウのフーリガングループから形成された。ウクライナの自発的グループであるクラーケン連隊は「ジム・ラット」、ドアマン、「ウルトラス」で隊列を埋め、ハルキウのメタリストチームへの愛を示した。彼らはハルキウの北部の村々を取り戻すのを助けた。BBCはライトセクターのキエフでの組織がロシア語を話すウクライナのサッカーファンで、民族主義的な見解を共有する人々をその中心としていると報じた。
ウクライナのフーリガンは外国のクラブとの事件にも関与した。FCドニプロとサンテティエンヌの間のキエフでの試合後、数人のフランスのファンが刺されて入院した。2015年8月20日、ハイドロパークでレギア・ワルシャワのフーリガンとディナモとゾリャのフーリガンの間で大きな戦いがあった。統一後の最大の衝突は2016年12月6日にキエフでディナモとベシクタシュのフーリガンの間で発生した。数日前、約7,000人のファンがイスタンブールからキエフに到着した。試合の2日前、ウクライナの首都の異なる場所で多数の衝突が発生した。
典型的にウクライナのフーリガンが関わる最大の対立は国内競技で発生する。最も有名な対立にはクラシチネダービー、南ダービー、FCカルパティ・リヴィウとシャフタール・ドネツクの間の南西ダービー、またドネツクダービーやキエフダービーなどのローカルダービーなどがある。

## 北米

### カナダ
トロントFCは2018年7月18日にTFCとオタワ・フューリーFCの間の試合でのフーリガニズムにより、サポーターグループ「イネブラッティ」を正式に禁止した。
2023年5月10日、ライバルのCFモントリオールとのカナディアン選手権準決勝の間、トロントFCファンがアウェイエンドに移動し、両グループのファンの間で乱闘が始まった。両グループのメンバーが退場させられ、アウェイファンは次のリーグダービー戦から禁止された。

### エルサルバドルとホンジュラス
フットボール・ウォー（スペイン語：La guerra del fútbol）は、サッカー戦争または100時間戦争としても知られており、1969年にエルサルバドルとホンジュラスの間で行われた短い戦争だった。これはエルサルバドルからホンジュラスへの移住に関する問題など、ホンジュラス人とエルサルバドル人の間の政治的対立によって引き起こされた。これらの既存の緊張関係は、1970年FIFAワールドカップの第2回北米予選ラウンドでの激しい暴動と一致した。ホンジュラスとエルサルバドルは第2回北米予選ラウンドで対戦した。1969年6月8日にホンジュラスの首都テグシガルパでの最初の試合でファン間の戦いがあり、ホンジュラスが1-0で勝利した。エルサルバドルの首都サンサルバドルで1969年6月15日に行われた第2試合では、エルサルバドルが3-0で勝利し、さらに大きな暴力が続いた。プレーオフは1969年6月26日にメキシコシティで行われた。エルサルバドルは延長戦の末3-2で勝利した。
戦争は1969年7月14日に始まり、エルサルバドル軍がホンジュラスを攻撃した。米州機構は7月18日の夜に停戦を交渉し（したがって「100時間戦争」）、7月20日に完全に発効した。エルサルバドルの軍隊は8月初旬に撤退した。エルサルバドルはホンジュラスとのすべての関係を断ち、「ホンジュラス政府はジェノサイドを構成するこれらの犯罪を罰するための効果的な措置を取っておらず、エルサルバドル人に引き起こされた損害の補償または賠償の保証も与えていない」と述べた。これは両国間の国境衝突につながった。

### メキシコ
メキシコのサッカーフーリガニズムは控えめであるように見えるが、2003年にモンテレイでのプリメーラ・ディビシオンのモンテレイ対モレリアの試合でのファン間の小規模な戦いなど、いくつかの事件があった。1998年6月、メキシコがワールドカップでドイツに敗れた後、メキシコのサッカーファンが暴動を起こし、1人が死亡し、数人が負傷した。試合後、数百人の暴動警察が秩序を回復するために導入された。これはファンが略奪と暴動を起こしていたためだった。その後ファンは警察と衝突し、多くのファンが負傷または逮捕された。2014年3月、チバスの数十人のサポーターがアトラスとのダービーでの警察と衝突した。数人の警察官が入院した。その結果、チバスはクラブ・アメリカとのクラシコに向けてすべてのサポーターを禁止した。
2015年ゴールドカップで、メキシコのフーリガンはトリニダード・トバゴとパナマとの別々の試合でゴミや飲み物を投げつけた。
2022年3月5日、ケレタロF.C.とアトラスF.C.の間の試合中に暴動が発生した

### アメリカ合衆国
サッカーは伝統的にアメリカ合衆国では家族向けのイベントと見なされ、子どもたちがプレーし、親がサポートするものだが、それでも一部の暴力は発生する。2008年7月20日、メジャーリーグサッカーのチームコロンバス・クルーとイングランドのプレミアリーグクラブウェストハム・ユナイテッドの間の親善試合で、オハイオ州コロンバスでライバルファンの間で戦いが起きた。警察は100人以上が関与していたと推定した。2009年には、トリリウムカップでの敗北に憤慨したトロントFCファンとコロンバス・クルーファンの間で乱暴な遭遇があった。トロントのファン1人がコロンバス警察によってテーザー銃で撃たれた。
同じ週末、満員のジャイアンツ・スタジアムで、ニューヨーク・レッドブルズのサポーターズクラブであるエンパイア・サポーターズ・クラブ（ESC）のメンバーとニュージャージー・スポーツ・アンド・エクスポジション・オーソリティの警備隊が、ESCが不当で繰り返される虐待だと主張する問題で衝突し、暴動が辛うじて回避された。試合後、スタジアム周辺の駐車場でも衝突が発生し、すでに永久追放処分を受けていたノース・ジャージー・ファーム（NJF）のメンバーも関与しており、状況を鎮圧するためにニュージャージー州警察が呼ばれた。複数の逮捕者が出たが、その大部分は知られたNJFのフーリガンだった。2010年3月、シアトルでプレシーズンの試合に勝利したポートランド・ティンバーズのファンが、シアトル・サウンダーズFCのファン3人に襲われ、チームのスカーフで首を絞められ引きずられるという稀な暴力事件が発生した。2013年4月21日、ポートランドでポートランド・ティンバーズのサポーターがサンノゼ・アースクエイクスのサポーターの集団に暴行された。彼が車内に座っていた時、サンノゼのサポーターの集団に向かってスカーフを挑発的に見せたところ、その内の一人が彼に向かって走り寄り、車の窓から攻撃して車のフロントガラスを壊し、暴行した。サンノゼの1906ウルトラスはその後、クラブからアウェイの試合への移動を禁止された。多くの議論の末、禁止は解除された。2015年8月10日、ニューヨーク・レッドブルズとニューヨーク・シティFCのファンがパブの外で乱闘になり、ゴミを投げたり殴り合ったりした。2016年5月23日、NYCFCのファンたちがニューヨーク・レッドブルズに0-7で敗れたことに対応して、ヤンキー・スタジアムの外で暴動を起こした。
しかし、アメリカ合衆国では、サッカーやその他のスポーツにおけるフーリガニズムは全体的に稀であり、その理由の一部はヴァンダリズムや暴力行為に対する法的罰則が厳しいこと、クラブ市場がそれぞれのファンの縄張りを持っていること、会場が武器を禁止していること、試合中のセキュリティが厳しいことなどにある。試合中に酔った者同士の孤立した喧嘩は発生するものの、それがヨーロッパやラテンアメリカに匹敵するような大きな乱闘に発展することは稀である。
また、米国ではアメリカンフットボールやバスケットボールの試合会場で時折発生する事がある。特にNCAAのカレッジフットボールなどでその様な状況に陥りやすく、審判・監督・選手・他の観客への暴力行為、民家・店舗への放火や略奪行為、用具の破壊などを行っている。ただ、こういった一連の行為に対しては主催者側なども警備員の増員や監視カメラによる監視、用具の改良をするなどして対処している。
2003年11月23日 - 25日、ハワイ大学対シンシナティ大学、ワシントン大学対ワシントン州立大学、クレムソン大学対サウスカロライナ大学、ノースカロライナ大学チャペルヒル校対フロリダ州立大学、カリフォルニア大学バークレー校対スタンフォード大学の各試合会場でゴールポストを破壊するなどした暴動が発生。また、オハイオ州立大学対ミシガン大学では試合後に勝利を祝う学生達が深夜に路上にあふれて暴徒化、駐車中の自動車20台を破壊した。
メジャーリーグベースボールでもロサンゼルス・ドジャースがワールドシリーズを制覇した2024年10月30日夜に一部の暴徒化したファンが地元のロサンゼルスにおいて、自動車への放火や商品の略奪を行っている様子などを撮影した動画がSNS上に相次いで投稿され、地元警察（ロサンゼルス市警察）が警戒する事態となった。
なお、米国ではこの様な状況を単に“暴徒化”や“暴動”と呼んでおり、“フーリガン”などといったように明確な定義はしていない。

## 南アメリカ

### アルゼンチン

#### 初期（1920年代～1940年代）
アルゼンチンサッカーに関連する最初の殺人事件は、1922年9月21日にロサリオで起きた、地元の一部リーグのコパ・エスティムロの試合中に発生した。ティロ・フェデラル・アルヘンティーノとニューウェルズ・オールドボーイズのホームゲームの後半戦で起きた事件だった。二人のファンの間での口論で、地元クラブのサポーター（元サッカー選手で元クラブ役員でもある）のエンリケ・バットコックが、ニューウェルズ・オールドボーイズのサポーターでクラブ役員でもあったフランシスコ・カンパの行動について問いただした。この口論はバットコックがカンバを顔面で殴打したことで終わったが、カンバはスタジアムから退場し、しばらくして戻ってくると、銃を取り出して彼を撃ち、バットコックの死亡を引き起こした。
もう一つの殺人事件は1924年11月2日にモンテビデオで発生し、ボカ・ジュニアーズのサポーターであるホセ・ラサロ・ロドリゲスが、アルゼンチンとウルグアイの間の南米選手権決勝戦の後、ウルグアイが勝利したことを受けて、ウルグアイのファンであるペドロ・デンビーを銃で撃ち殺した。
1939年5月14日、大ブエノスアイレス都市圏のCAラヌースのスタジアムで、ホームチームとボカ・ジュニアーズの下部リーグの試合中、ラヌースの選手によるファウルの後に両チームが喧嘩を始めた。これを見たボカ・ジュニアーズのファンたちはフェンスを破って試合に乱入しようとし、警察が彼らを追い散らすために発砲し、2人の観客、ルイス・ロペスとオスカル・ムニトリ（9歳）を殺害した。
暴力はファン、選手、警察の間だけでなく、審判に対しても行われた。1946年10月27日、ロサリオの街にあるニューウェルズ・オールドボーイズのスタジアムで行われたニューウェルズ・オールドボーイズとCAサン・ロレンソ・デ・アルマグロの試合中、地元のファンたちが審判のオスバルド・コシオを絞め殺そうとした。試合はスコア2-2で、コシオがニューウェルズのゴールを認めなかった時、サン・ロレンソ・デ・アルマグロが次のプレーでゴールを決め、ニューウェルズのサポーターを怒らせた。試合開始から89分後、数人のニューウェルズ・オールドボーイズのファンがピッチに侵入し、審判を殴打し、自分のベルトで彼を絞めようとした。

#### バラ・ブラバ文化の形成（1950年代～1990年代）
アルゼンチンサッカーにおける暴力は最初から存在していたが、バラス・ブラバスと呼ばれる組織グループは1950年代（例えば、CAインデペンディエンテ、CAサン・ロレンソ・デ・アルマグロ、CAラヌース、CAロサリオ・セントラル、CAベレス・サルスフィエルド、ラシング）および1960年代（例えば、CAベルグラーノ、ボカ・ジュニアーズ、リバー・プレート）に登場し始め、その後の数十年間で成長を続けた。時間の経過とともに、アルゼンチンのすべてのサッカークラブが、独自の暴力的なサポーターのバラ・ブラバを持つようになった。アルゼンチンのフーリガンは世界で最も危険な組織的サポーターグループと評されており、その中でも最も強力なのは、CAインデペンディエンテ（ラ・バラ・デル・ロホ）、ボカ・ジュニアーズ、CAリーベル・プレート（ロス・ボラーチョス・デル・タブロン）、CAサン・ロレンソ・デ・アルマグロ、そしてニューウェルズ・オールドボーイズのバラス・ブラバスである。
ジャーナリストのアミルカル・ロメロは、1958年を現在のバラス・ブラバスの始まりとしている（ただし、一部はすでに数年前から存在していた）。その原因は警察による偶発的なマリオ・アルベルト・リンカー（ボカ・ジュニアーズのサポーターだったが、そのようには特定されておらず、偶然にもエスタディオ・ホセ・アマルフィターニでCAベレス・サルスフィエルドとリバー・プレートの試合を観戦していた）の殺害だった。リンカーはリバー・プレートのファンの立ち見席にいたところ、彼らの一部が喧嘩を始め、警察が催涙ガス弾を投げた。そのうちの1つがリンカーの胸に当たり、彼の死を引き起こした。これらのグループが出現する前は、訪問チームはライバルのファンに嫌がらせを受けていた。これがバラス・ブラバスの組織化を促し、それに対応する圧力となった：
アルゼンチンサッカーでは、アウェーチームとして試合をすると、必然的に苦しい立場に立たされることがよく知られていた。今日のようなバラス・ブラバスではなかったが、地元のファンが圧力をかけ、警察も見て見ぬふりをするどころか、圧力をかけていた。これは次の10年で一般的な通念となった教義によって相殺されなければならなかった：暴力の評判と能力を持つ効果的なグループを中和する唯一の手段は、同じかそれ以上の暴力の評判を持つ、より結束力のある別のグループによるものだ。—アミルカル・ロメロ
このように、各クラブは機関の指導者たちによって資金提供されたバラ・ブラバを持ち始めた。これらのグループにはチケットとスタジアムへの移動費用が提供された。バラ・ブラバが権威あるものになるためには暴力的でなければならず、そのため暴力のレベルを上げ始めた。
リンカーの死後、アルゼンチンサッカーはバラス・ブラバスの暴力に対する「慣れ」によって特徴づけられる段階に入り、死亡者数が増加した。アミルカル・ロメロによると、1958年から1985年の間に、アルゼンチンでサッカー暴力に関連する103人の死亡があり、平均して3ヶ月に1人の死亡率だった。しかし、そのような死の原因は必ずしもスタジアム内での対立ではなく、スポーツ会場外でのバラス・ブラバス間の計画的な衝突、無秩序に対する警察の弾圧、バラ・ブラバ内部の争い、または「事故」など様々だった。
1964年5月24日、リマ、ペルーでアルゼンチンとペルーの間のオリンピック予選試合中の暴動で、300人以上のサッカーファンが死亡し、さらに500人が負傷した。1967年4月11日、アルゼンチンでCAウラカンとラシング・デ・アベジャネーダの試合前に、15歳のラシングのファンがトマス・アドルフォ・ドゥコスタジアムでウラカンのバラ・ブラバに殺害された。1968年には、ブエノスアイレスでのスーペルクラシコを観戦していた観客が、若者たちがスタンドに燃える紙を投げ、出口が閉鎖されていたために、70人以上のボカ・ジュニアーズのファンが殺到して死亡した。
1980年代以降、最大のバラス・ブラバスの中核メンバーたちはサッカーアルゼンチン代表のFIFAワールドカップの試合に参加するようになった。これにより、他の国々のサポーター（時にはフーリガンやウルトラス）との喧嘩や、アルゼンチンのバラス・ブラバス同士の争いが引き起こされた。また、1980年代と1990年代にはアルゼンチンサッカーの歴史の中で最も高いレベルの暴力が記録され、新たな現象があった：バラス・ブラバスの内部断片化である。これはバラス・ブラバス内に独自の名前を持つサブグループが出現することによって生じた。これらのサブグループは時に、所属するバラ・ブラバ内で権力を握るために互いに争った。
この年の暴力の一例としては、ロベルト・バシーレの死がある。1983年、ボカ・ジュニアーズとラシングの試合前にラ・ボンボネーラスタジアムで、このラシングのサポーターがボカ・ジュニアーズのスタンドから投げられた照明弾に首を貫かれて死亡した。
1997年には、ラ・グアルディア・インペリアル（ラシン・クラブのバラ・ブラバ）のメンバーがインデペンディエンテのサポーターによって殺害された。

#### 高プロファイルな事件（2000年代〜現在）

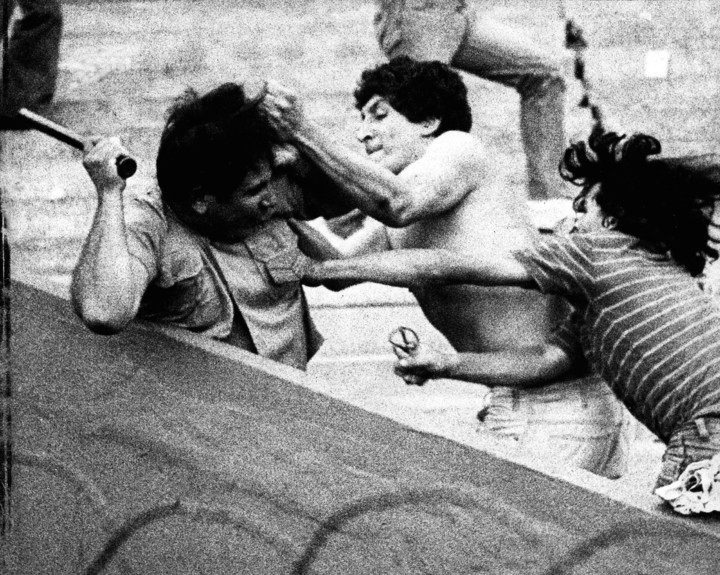
ラシン・クラブの2つのバラス・ブラバス（ラ・グアルディア・インペリアル）とブエノスアイレス州警察歩兵警護隊の武装警官との間の戦い、エル・シリンドロでの出来事（1983年）。

2001年、ラシングの別のサポーターが殺害され、インデペンディエンテのバラ・ブラバが主な容疑者とされた。インデペンディエンテとラシング（共に大ブエノスアイレス都市圏のアベジャネーダ (ブエノスアイレス州)の街から）は大きなライバル関係を持っており、アルゼンチンで2番目に重要だが、おそらく最も激しいものである（特に、彼らのスタジアムはわずか300メートル離れているだけである）。
翌年2002年2月、ラシン・クラブとCAインデペンディエンテのファンが衝突し、1人のファンが殺害され、6人の警察官を含む12人が負傷した。
約400人のライバルファンが試合前にアベジャネーダ (ブエノスアイレス州)のラシング・クラブのスタジアムエル・シリンドロの外で戦い、インデペンディエンテのファンが銃撃されて死亡し、別のファンは背中を撃たれ入院した。その結果、70〜80人が逮捕された。試合はインデペンディエンテのファンがラシング・クラブのゴールキーパー (サッカー)グスタボ・カンパニュオロに発煙筒を投げたため、遅れて開始された。同じ週末、ラプラタ (アルゼンチン)でエストゥディアンテス・デ・ラ・プラタとクラブ・デ・ヒムナシア・イ・エスグリマ・ラ・プラタの試合で喧嘩が起き、30人が逮捕され10人の警察官が負傷した。
2002年のアルゼンチンでのサッカーフーリガニズムに関する調査によると、サッカー暴力は国家的危機となり、過去10年間でサッカーの試合で約40人が殺害されたとされている。2002年シーズンには5人が死亡し、数十件のナイフと散弾銃による負傷者が出た。ある時点でシーズンは中断され、国内に広範な社会的混乱が発生した。2002年の最初の死亡事件は、激しいライバル関係にあるボカ・ジュニアーズとCAリーベル・プレートの試合で発生した。試合は中止され、ボカ・ジュニアーズのファン1人が銃撃されて死亡した。アルゼンチン最大のクラブの一つであるボカ・ジュニアーズは、国内で最大のバラ・ブラバ要素を持っているかもしれない（インデペンディエンテとリバー・プレートのバラス・ブラバスと類似している）。自称リーダーのラファエル・ディ・ゼオは2002年に、2,000人以上のメンバーがいると主張したが（ただし、この情報の信頼性には疑問がある）。ボカのグループは「ラ・ドセ」（ザ・トゥエルフス）として知られ、長い暴力の歴史を持っている。2002年、ディエゴ・マラドーナはそのグループの評判にもかかわらず、リーダーたちと友好関係を維持していると言われた。
2004年、ロサリオでCAロサリオ・セントラルとの試合を観戦するためにハイウェイ9を運転している途中、ロス・ボラーチョス・デル・タブロン（リバーのバラ・ブラバス）がニューウェルズの組織（大きなライバル組織の一つ）のバスと対峙し、ニューウェルズのファン2人が死亡する戦いとなった。現在に至るまで、ロス・ボラーチョスのメンバーの一部はこの死について告訴されたままである。
2005年、サッカー選手のカルロス・アスクーラは、ローカルなメンドーサのライバル（ただしダービーではない）サン・マルティン・デ・メンドーサとCDゴドイ・クルス・アントニオ・トンバの間のプリメーラB・ナシオナルの試合中、ライバルのファンが暴動を起こした際に警察官によって撃たれ重傷を負った。ハーフタイムには、ファンたちがピッチに石を投げ、試合終了直前には両クラブのファンがピッチに侵入して喧嘩を始めた。エスクーラを含むピッチに残っていた選手たちはファンを落ち着かせようとし、彼は警察がゴム弾を発射してファンを止めようとした際に撃たれた。
2006 FIFAワールドカップドイツ大会中、インデペンディエンテのバラ・ブラバの6人のメンバーとボカ・ジュニアーズおよびデフェンサ・イ・フスティシアのバラス・ブラバスの16人のメンバー（両者は一緒だった）との間で、チェコ（3つのバラス・ブラバスが滞在していた国）で対立があった。その結果、ボカ・ジュニアーズのサポーターが入院することになった。
2007年、2006–2007シーズンの昇格/降格プレーオフの試合中、ヌエバ・シカゴとCAティグレ（ヌエバ・シカゴのスタジアムで）の間で、両チームのバラス・ブラバスの間で喧嘩が勃発した。92分目にティグレ（試合を2-1で勝っており、その結果ヌエバ・シカゴを2部リーグに降格させた）にペナルティが与えられた時、ヌエバ・シカゴのバラ・ブラバがピッチに侵入し、ティグレのサポーターが占めていたスタンドの方向に向かって彼らを攻撃しようとした。その後、スタジアム近くで深刻な暴動が発生し（バラス・ブラバスだけでなく、一般のサポーターも原因となった）、その結果、ティグレのファン1人が死亡した。
2010年3月19日、ロサリオのバーで、ニューウェルズ・オールドボーイズのバラ・ブラバの元リーダー（ロベルト"ピンピ"カミーノ）が銃撃されて死亡した。カミーノとそのサブグループは2002年から2009年までバラ・ブラバを率いていたが、現在ラ・インチャダ・マス・ポプラル（ニューウェルズ・オールドボーイズのバラ・ブラバ）を支配する別のサブグループとの争いに敗れて追放された。現在の主要サブグループのメンバーの一部がこの殺人の容疑者であり、バーの所有者も支援した疑いがある。
2010年7月4日早朝（2010 FIFAワールドカップの準々決勝でのアルゼンチンとドイツの試合の翌日）、南アフリカのケープタウンで、インデペンディエンテとボカ・ジュニアーズのバラス・ブラバスのメンバー間で喧嘩があった。乱闘の最中、ボカ・ジュニアーズのバラ・ブラバの一員がインデペンディエンテの狂信者に激しく殴打された後、意識を失った。彼は都市の病院に搬送され、7月5日にそこで亡くなった。
2015年5月14日、コパ・リベルタドーレス2015のラウンド16第2戦で、ラ・ボンボネーラでのCAリーベル・プレートとボカ・ジュニアーズの試合でフーリガンたちがリバー・プレートの選手の目を刺激する物質を噴射し、試合は中断された。CONMEBOLはこの事件についてボカ・ジュニアーズに対して規律上の手続きを開始し、2日後に大会から失格となった。リバー・プレートはその後準々決勝に進み、最終的にトーナメントを制した。
1922年から2022年までに、1964年のペルーでの300人の死者を除いて、アルゼンチンサッカーに関連する死者は342人に達した。

### ブラジル
ブラジルのファンはトルシーダス・オルガニザーダス（「組織化されたサポーター」）として知られる組織グループに加わり、多くの点でヨーロッパのフーリガンとは異なる犯罪組織とみなされることが多い。彼らは各クラブの主要なサポーターとして機能し、しばしば商品やチケットさえも販売する。彼らは最大60,000人のメンバーを持ち、しばしば喧嘩以外の麻薬取引や選手への脅迫などの犯罪活動にも関わっている。これらのファンは「トルシーダス・オルガニザーダス」と呼ばれる他のグループとの同盟関係を確立しており、例えばトルシーダ・マンチャ・アズール（アヴァイFC）、フォルサ・ジョヴェン・ヴァスコ（CRヴァスコ・ダ・ガマ）、ガロウクーラ（アトレチコ・ミネイロ）、マンチャ・ヴェルデ（SEパルメイラス）の間の同盟関係や、トルシーダ・インデペンデンテ（サンパウロFC）、トルシーダ・ジョヴェン（CRフラメンゴ）、マフィア・アズール（クルゼイロEC）、レオエス・ダ・TUF（フォルタレーザEC）の間の同盟関係、そして他のいくつかの同盟関係がある。「トルシーダス・オルガニザーダス」は通常、イングランドのフーリガンファンよりも大きく、スタジアムでのスペクタクルにより献身的だが、しばしばライバルグループとの喧嘩を予定し、多くの負傷者や死者が出る。
2002年にカンピナスで、地元のライバルであるTJP – トルシーダ・ジョヴェン・ポンテ・プレタ（AAポンチ・プレッタ）とTFI - トルシーダ・フリア・インデペンデンテ（グアラニFC）のファンたちが衝突し暴動を起こした。暴力は予想されており、キックオフの直前にファンたちが喧嘩を始めた。警察は介入しようとしたが、石を投げられた。スタジアム内で喧嘩が続く中、手すりが崩壊し、多くのファンがスタンドとピッチの間の4メートル（13フィート）の穴に落下した。30人以上が負傷した。

### ウルグアイ
2014年4月にライバルのクルブ・ナシオナル・デ・フットボールに対して5-0で勝利した後、CAペニャロールはウルグアイのクラシコでますます暴力的な態度を取るようになった。2015年6月にナシオナルとのチャンピオンシップのプレーオフ試合で敗北した際、ペニャロールのファンたちは暴動を起こし、試合が中止される前に15分間遅延した。2016年3月、ナシオナルのサポーターであるパブロ・モンティエルが、ペニャロールの新スタジアムと同じ地域を歩いているときにペニャロールのファンたちに射殺された。ナシオナルについて公然と嘘を広めていたペニャロールの理事会メンバーであるイグナシオ・ルグリオは、モンティエルの殺害に関して警察の尋問を受けた。2016年11月、ウルグアイのクラシコは、ペニャロールのサポーターがエスタディオ・センテナリオで暴動を起こしたため、キックオフ前にキャンセルされた - 1人のサポーターがアムステルダムのスタンドからナシオナルの選手を撃ち落とすためのピストルを所持していることが捕まった。2017年9月にペニャロールのためにクラシコに勝利した後、チームキャプテンのクリスティアン・ロドリゲスは勝利を祝いながらナシオナルのファンたちを殺害するよう公然と呼びかけた。

## 東アジア

### 中国
中国のサッカーフーリガニズムは、中国のサッカーが2000年代初頭に八百長疑惑に悩まされていたことから、しばしば不正審判の告発と関連している。2000年に西安市で行われた陝西国力と成都天誠足球倶楽部の試合の後、サッカーファンたちが警察と衝突し、警察は催涙ガスと放水砲を使って群衆を追い散らした。8人が逮捕されたが後に釈放された。2002年3月、陝西国力と青島中能足球倶楽部の間の西安での試合で、ファンたちの試合の不正操作の疑いから、何百人もの人がサッカーファンが暴動を起こした。
2年前、同じく西安での試合での群衆の騒動を受けて、政府はサッカーフーリガニズムを撲滅するためのより多くの措置を要求した。
2002年6月、福州市、福建省での暴動は、重武装した準軍事警察によって鎮圧された。この混乱は、ファンたちが外部放送で2002 FIFAワールドカップのサッカー中華人民共和国代表とサッカーブラジル代表の試合を観戦できなかったときに始まった。2004年7月4日、サッカー中華人民共和国代表がAFCアジアカップ決勝でサッカー日本代表に1-3で敗れた時、北京で暴動が起きた。日本の国旗が燃やされ、日本大使館職員の車が破壊された。日本のファンたちは警察によって保護され、バスで安全な場所に移送された。この暴動は、第二次世界大戦前および戦中に日本が行った残虐行為に対する悪感情に起因するとされた。

### 北朝鮮
2005年3月30日、平壌の金日成スタジアムで行われた北朝鮮とイランの国際サッカー試合で、北朝鮮の選手がシリア人審判と言い争いを始めた際、北朝鮮のファンたちの間で短い騒動があった。

### 日本
日本国内では「フーリガン」という言葉は、前述のような暴力と破壊活動を目的とした不良集団としてではなく、単に「試合に熱狂するあまりに騒動を起こすスポーツファン」として扱われることがある。こうした観客によって起こされる一連の騒動は日本国内でも古くから発生しており、東京六大学野球で発生したリンゴ事件、プロ野球で発生した1950年代の平和台事件や1970年代の遺恨試合騒動などが記録として残されているが、「フーリガン」「フーリガニズム」として関連付けられるものかは定かではない。因みに阪神タイガースファンは過去にフーリガン化して道頓堀近隣の飲食店前にある像を道頓堀川に投げ込む騒動を起こした。
Jリーグでは1993年の創設以降、試合内容に興奮したサポーター同士による衝突や小競り合いなどの事例は毎年数件程度発生している。2005年4月23日に日立柏サッカー場で行われた柏レイソル対名古屋グランパスエイト戦の衝突事件や、2008年8月10日には清義明（当時の横浜F・マリノスサポーター団体JUST GEDO代表）が翌日開催の横浜FCとのダービーマッチのための席取りに訪れていた横浜FCサポーターに暴行を働き日本国内でのF・マリノスの試合の永久追放処分を受ける事件が起きている（なお、清はベトナムでのACLには国外のため処分が適用されないことを悪用し、ベトナムで応援活動を行っていたことを暴露している）。
2008年9月20日に日立柏サッカー場で行われた柏対鹿島アントラーズ戦での鹿島サポーターによる試合妨害などの問題行動について一部メディアにより「ヨーロッパのフーリガンを想起させる深刻な事態」と報じられた。
人種差別事件としては後述の浦和レッドダイヤモンズ戦や、2011年5月28日に行われた清水エスパルス対ジュビロ磐田戦などが挙げられる。他にも2023年はベガルタ仙台サポーター団体によるジュビロ磐田選手バス取り囲み事件などが起きている。
浦和レッドダイヤモンズに関連するものは、2008年5月17日に埼玉スタジアム2002で行われたガンバ大阪戦（当該項参照。この事件でサポーター2名がガンバ戦のスタジアム来場永久禁止となった）や、2010年5月15日に宮城スタジアムで行われたベガルタ仙台戦が挙げられる。また、2014年3月8日に埼玉スタジアム2002で行われたサガン鳥栖戦において浦和サポーターにより人種差別的横断幕が掲出された問題に対して国内外で様々な反応が起こった。この問題に関してJリーグは浦和への譴責処分と併せ、3月23日に行われる第4節の清水エスパルス戦を無観客試合として開催することを発表した（詳細参照）。2023年8月3日には、名古屋市港サッカー場で開催された天皇杯4回戦名古屋グランパスエイト戦後に名古屋サポーターに挑発を受けたとし、芝生スタンドからピッチを経由し名古屋サポータースタンドへ乱入。その様子はメインスタンド側の観客からもYouTubeに多数投稿され、名古屋の横断幕の毀損、略奪、さらにパニック状態と化したバックスタンド側観客が逃げ惑う中、最終的に名古屋ゴール裏まで到達。その間に警備員への暴行も多数行い最終的には70人以上の入場禁止者を出し、数名はJFA初の全カテゴリーでの観戦禁止処分と、浦和に対しての2024年大会の天皇杯出場禁止処分が下された。前述の名古屋戦後に行われたリーグ戦での浦和対名古屋では2年連続で試合前に名古屋サポーターへの殺害予告をXで行う、選手への誹謗中傷など、ネット上でのフーリガン行為が深刻化している。
2002 FIFAワールドカップの際には国外からのフーリガンの大量流入が懸念されていたが、フーリガンの入国阻止を目的として2001年11月13日に出入国管理及び難民認定法が、フーリガン条項（第5条第1項第5号の2、24条4号の3）の規定を加えて改正され、2002年3月1日より施行された。入国管理局と警視庁の連携により、同年5月26日から決勝戦終了までに、65名に及ぶフーリガンの上陸拒否を実施した。
その他、渋谷駅周辺の若者がサッカー、ハロウィンなどに関連して度々暴徒化して問題となり、渋谷区の条例整備にまで至った。

## 南アジア

### バングラデシュ
バングラデシュでのサッカーフーリガニズムは主要な問題ではないようだ。しかし、2001年8月に、バンガバンドゥ・ナショナル・スタジアム、ダッカで行われたモハメダン・スポーティングクラブとラマットガンジ・スポーティングクラブの間のバングラデシュ・プレミアリーグの試合で、何千人ものサッカーファンが暴動を起こし、100人が負傷した。審判員 (サッカー)がペナルティを認めなかった時、モハメダンのファンたちはピッチに侵入し、警察に石を投げつけ、警察はファンに秩序を取り戻すために催涙剤を発射しなければならなかった。スタジアムの外では、数十台の車やバスが破壊され、火を付けられた。

### インド
1980年8月16日、コルカタのチームであるモハンバガンとイーストベンガルのサポーターが暴力的な衝突を起こし、16人が死亡し100人以上が負傷した。コルカタ警察は介入し、状況をコントロールするために力を使わざるを得なかった。

### ネパール
ダサラス・ランガシャラ・スタジアムでのネパールのサポーターは、国際試合中に時々暴力的に行動する傾向がある。バングラデシュとの試合では携帯電話やその他の物が投げられ、パレスチナとの試合ではコインが選手に投げつけられた。

## 東南アジア

### インドネシア
インドネシアのサッカーフーリガニズムは1980年代後半に遡り、プルシブ・バンドン、プルセバヤ・スラバヤ、PSMSメダン、PSMマカッサルとイントラリージョナル・ダービーのファン間のライバル関係から生じた。インドネシアのサッカーでの暴力は2000年から現在まで増加している。最も熱いダービーは、インドネシアの首都からのプルシジャ・ジャカルタと西ジャワ州の州都からの プルシブ・バンドンの間のインドネシア・ダービーである。もう一つの最も熱いダービーは、東ジャワ州の州都からのプルセバヤ・スラバヤと、州内最大の競争相手であるアレマFCの間の東ジャワ・ダービーである。
1995年から2018年の間に、インドネシアのサッカーでは70人の死者が出ており、そのうち21人は暴徒の手によるものだった。インドネシアのサッカーフーリガニズムはしばしばスタジアムの設備に損害を与える。
最も致命的な事件は2022年10月1日に発生し、ホストのアレマFCが23年ぶりにホームでプルセバヤに敗れた後に起きた。警察がピッチ侵入を止めようとサポーターに催涙ガスを発射した後に発生した群衆殺到で、少なくとも129人が死亡した。この事件はアジアで最も致命的なサッカー関連の災害であり、世界でも2番目に致命的なものとなった。アレマのウルトラスたちはカンジュルハン・スタジアムの一部を破壊し、警察車両に放火した。
小規模な暴動は時には西ジャワ州でも発生する。この州の州都であるバンドン (インドネシア)からのプルシブと、ジャカルタ南部にあるインドネシアの首都ジャカルタの地域であるボゴール県からのプルシカボ1973という2つの地元チームが関わる。この2つのクラブ間のライバル関係はパスンダン・ダービーまたは西ジャワ・ダービーとして知られている。同様に、北マルク州の二つの下位ディビジョンチーム、テルナテを拠点とするプルシテルとティドレ島を拠点とするプルシコタの間のライバル関係もある。このライバル関係はオールド・ノース・マルク・ダービーとして知られ、この地域で最も熱いサッカーのライバル関係である。実際、元々サッカーから生じなかった多くの要因がそれに広がることがある。

### マレーシア
マレーシアのサッカーフーリガニズムは1980年以降、リーグや国際試合で頻繁に発生しており、ケダ・ダルル・アマンFC、クランタンFC、ジョホール・ダルル・タクジムFC（単にJDTとして知られる）、スリ・パハンFC、サラワクFA、セランゴールFC、トレンガヌFCなどの様々なクラブと頻繁に関連している。2014 AFFスズキカップで、マレーシアがホームでサッカーベトナム代表に1-2で敗れた後、一部のマレーシアのフーリガンたちがベトナム人サポーターのエリアに殺到し、ベトナム人ファンを攻撃し始め、怪我人が出た。一連の捜査の後、フーリガンサポーターの一部はJDTサポーターの「インター・ジョホール・ファーム」グループからのものと判明し、以来、試合への参加が禁止されている。
2015年5月、ピアラFAマレーシアの決勝戦の最中、シンガポールのシンガポール・ライオンズXIIの選手とファンたちは、トレンガヌのファンたちがチームの決勝進出失敗に対して暴力的になった後、スルタン・ミザン・ザイナル・アビディン・スタジアムで約5時間足止めされた。同じ年の2015年9月8日にも、マレーシアとサッカーサウジアラビア代表の間の2018年ワールドカップ予選の試合がマレーシアのフーリガンが試合を妨害しサウジのサポーターを攻撃したために中断された。試合が中断される前のスコアはサウジアラビアが1-2でリードしていた。
マレーシアが主催した2017年東南アジア競技大会中の別の事件は、8月21日に発生し、マレーシアとU-23サッカーミャンマー代表の間の男子サッカーグループマッチの終了後、ミャンマーからの2人のサポーターが正体不明の襲撃者グループに暴行された。2018年11月24日、2018 AFFスズキカップのマレーシアとミャンマーの間のグループマッチの終了後、クアラルンプールでバスを待っていたミャンマー人ファン約20人（女性を含む）が約30人のマレーシア人に物理的・言語的に攻撃されたと報告された。ファンたちによると、攻撃者たちは彼らに向かって「バビ」（豚）と叫びながら、一部は現場から逃げ出したという。この攻撃で負傷した人々は、地元の慈善団体の助けを借りて近くの病院に運ばれた。女性3人が重傷を負い、携帯電話も攻撃者に奪われた。2019年11月19日、マレーシアとサッカーインドネシア代表の間のFIFAワールドカップ予選の試合で、マレーシアとインドネシアのファンが衝突し、スモークボム、照明弾、ボトルを互いに投げ合った。この試合はホームチームの2-0勝利で終わった。保安当局はマレーシア人27人とインドネシア人14人を逮捕した。

### ミャンマー
ミャンマーのサッカーの試合でのフーリガン行為は一般的である。2011年10月1日、FIFAはサッカーミャンマー代表がサッカーオマーン代表とのホームタイの時に観衆が相手にボトルや石を投げつけたため、2018年ワールドカップ予選から出場禁止になると発表した。
しかし、この禁止は2011年11月7日、FIFAがミャンマーサッカー連盟（MFF）からの上訴を再考した後に解除された。ミャンマーが開催した2013年東南アジア競技大会中、グループマッチでU-23サッカーミャンマー代表チームがU-23サッカーインドネシア代表に敗れて準決勝に進出できなかったことによる突然の敗北は、ミャンマーのフーリガンサポーターが座席を引き裂き、警官に石を投げつけ、東南アジア競技大会の記念品やその他の広告を燃やす事態を引き起こした。

### タイ
タイのサッカーにおけるフーリガニズムは、特に2010年代において暗い影を落とし始め、複数のクラブや国際試合が暴力によって汚された。タイ・プレミアリーグ2014の期間中、ムアントン・ユナイテッドFCがポートFCに対して3-1で勝利した試合後、両クラブのサポーター間で暴力事件が発生した。タイのサポーターが関与したもう一つの事件は、ラオスで開催された2015 AFF U-19ユース選手権でU-20サッカーベトナム代表に対してタイが勝利した後に発生し、彼らが信号炎を点火したことで始まった。警察が観客席に入って騒動を鎮めようとした際に暴力的な反応に遭い、警告射撃を発射する事態となった。また、2016 AFFスズキカップでの勝利後、タイサッカー協会（FAT）は自国のスタジアムでフーリガンサポーターが信号炎を点火するのを防止できなかったとして3万米ドルの罰金を科された。フーリガンを見つけて逮捕するために警察と協力したにもかかわらず、今後のFIFAやAFCの試合で同様の事態が発生した場合には厳しい処罰が与えられる警告がタイに対して発せられた。

### ベトナム
2016 AFFスズキカップ準決勝第2戦の終了直後、ハノイでサッカーインドネシア代表とサッカーベトナム代表の間で行われた試合後、インドネシアチームが宿舎に戻る途中、決勝進出を逃したベトナム代表チームのファンたちがオートバイに乗って突然攻撃し、バスに大きな石を2つ投げ込み、インドネシアのゴールキーピングコーチとチームドクターに軽傷を負わせた。攻撃の後、ベトナム当局の厳重な警備の下、代替バスが最終的に派遣された。ベトナムサッカー連盟（VFF）と他のベトナムのファンたちはこの事件について謝罪した。

## 西アジア

### イスラエル
2000年代に入り、中東戦争を取り巻く緊張がユダヤ系とアラブ系イスラエル人サッカーファン間の散発的な暴動に発展した。2000年12月には、試合での暴力と脅迫が激化したことを受け、イスラエルのすべてのクラブに最終警告が出されたと報じられた。
複数の事件がベイタル・エルサレムFCに関連して発生しており、海外選手に対する人種差別的な暴言、反アラブ的な応援、発煙筒や花火の使用、暴動などが含まれる。ベイタルにはラ・ファミリアというフーリガン組織があり、そのメンバーはイスラエルのアラブ人を敵とみなしている。2007年11月、イスラエルサッカー協会（IFA）はベイタルファンがアラブクラブであるブネイ・サクニンとの試合を無観客試合で行うよう命じた。これはベイタルファンが、ラ・ファミリアに先導され、イスラエルの元首相イツハク・ラビンのために設けられた黙祷を破り、彼の暗殺者であるイガール・アミルを称える歌を歌ったためだった。2008年4月13日、ベイタルがマッカビ・ヘルツェリヤに1-0でリードし、イスラエル・プレミアリーグ優勝目前だった時、ラ・ファミリアに率いられたピッチ侵入が発生し、試合は中止され、勝ち点は相手チームに与えられた。ベイタルは勝ち点を2点減点され、残りのホームゲームを無観客試合で行うことになった。

### ヨルダン
ヨルダンでのサッカー暴動は一般的に、同国のパレスチナ民族グループと自らをヨルダン民族とみなすグループ間の緊張の表れとみなされており、この2つのグループはほぼ同じ規模である。
2010年12月、アンマンの対抗クラブであるアル・ワフダート・クラブとアル・ファイサリー・アンマンの試合後に暴動が発生した。一部のアル・ファイサリのファンがアル・ワフダートの選手とそのファンに向かってボトルを投げつけた。病院の上級職員によると、約250人が負傷し、そのうち243人がアル・ワフダートのファンだった。アル・ジャジーラによると、アル・ワフダートのサポーターは一般的にパレスチナ系であり、ファイサリのファンはヨルダン系である。同様の暴動は2009年にも発生した。

### シリア
2004年3月12日、ダマスカスから北東に450マイル (720 km)離れたカーミシュリーでの試合で、シリアのサッカークラブの対抗チームであるアラブ人とクルドのサポーター間で発生した喧嘩が、30人以上の死者と数百人の負傷者を出した全面的な暴動にエスカレートした。

## アフリカ

### コンゴ民主共和国
1998年11月、キンシャサのスタッド・デ・マルティールで行われた地元のライバル ASヴィタ・クルブとDCモテマ・ペンベのダービー戦で部隊が発砲し、4人が死亡した。2001年4月には、TPマゼンベとFCサン・エロワ・ルポポのダービー戦で群衆殺到が発生し、14人が死亡した。マゼンベが同点ゴールを決めた後、ファンがピッチに侵入し、ライバルファン同士がミサイルを投げ合い始めると、警察は催涙ガスを発射した。ファンたちは催涙ガスの影響を避けるために急いで逃げ出し、その結果の殺到で14人が死亡した。この2つのクラブのファンは互いに対する憎しみと暴力の歴史があると言われている。

### エジプト
2006年1月、カイロ国際スタジアムでサッカーエジプト代表とサッカーモロッコ代表の試合中、リビアのファンが上の階にいるエジプトのファンに向かってミサイルを投げつけた後、機動隊がリビアのファンを攻撃した。リビアのファンたちはサッカーリビア代表がサッカーコートジボワール代表に2-1で敗れるのを見た後も観戦を続け、地元サポーターを挑発し始めた。エジプトのファンはスタジアムから出て行くよう要求し、ハーフタイムに彼らに対して言葉で攻撃し、停止を求める懇願にもかかわらず、これが後半にも続いたとき、機動隊が呼ばれた。アフリカサッカー連盟の規律委員会はリビアサッカー協会に7,000ドルの罰金を科した。
2012年2月1日、ポートサイドでホームチームのアル・マスリがエジプトのトップチームであるアル・アハリーに対して稀な3-1の勝利を収めた後、アル・マスリのファンがフィールドに乱入したことで乱闘が発生した。アル・マスリのサポーターたちはナイフ、剣、クラブ、石、ボトル、花火でアル・アハリーの選手とそのファンを攻撃した。地中海の港湾都市では少なくとも79人が死亡し、両側で1,000人以上が負傷した。2013年1月26日、2012年2月の騒乱に関与した21人に対する死刑判決の発表を受けて、ポートサイドで暴動が発生した。アル・マスリのサポーターの暴徒が判決を受けた者たちが収容されている刑務所を襲撃しようとし、その後の暴動で2人の警察官を含む74人が死亡し、500人以上が負傷した。

### 赤道ギニア
アフリカネイションズカップ2015の準決勝で、ホスト国である赤道ギニアとガーナの間の試合中、フーリガンたちがピッチに侵入し、ガーナの選手に向かってボトルやミサイルを投げつけた。

### ガンビア
2003年6月、ダカール（セネガル）のレオポルド・セダル・サンゴール・スタジアムで行われたアフリカ諸国カップ予選でのライバル隣国であるセネガルとガンビアの間で大規模な暴動が発生した。ガンビアのサポーターたちがセネガルのファンに向かってミサイルを投げつけ、その後、兵士たちに押し寄せられた。試合後、ガンビアとセネガルの両方で暴力的な衝突が報告された。ガンビアでは、セネガル市民に対する深刻な暴行が発生し、200人以上のセネガル人が大使館に避難した。セネガルでは、ガンビア人のBBC記者が若者のグループに攻撃され、強盗に遭った。暴動は最終的に、秩序が回復するまでガンビアとセネガルの間の国境閉鎖につながった。

### ガーナ
2001年にアクラでのサッカーの試合で観客が殺到し、最大125人が死亡し、数百人が負傷した。アクラ・ハーツ・オブ・オークがアサンテ・コトコSCを相手に残り5分で2-1とリードしていた時、一部のファンがボトルや椅子をピッチに投げ始めた。警察はその後、群衆に向けて催涙ガスを発射し、パニックを引き起こした。ファンたちはガスを避けるために急いで逃げ出し、その結果の殺到で最大125人が死亡した。
アサンテ・コトコは、チュニジアのエトワール・サヘルとのCAFコンフェデレーションカップの試合で審判を暴行したファンの後、禁止処分に直面した。

### ギニア
2024年12月1日、ギニアのンゼレコレでサッカーファン同士の衝突により、物議を醸す審判の判定が騒動を引き起こした後、少なくとも56人が死亡した。警察は対応として催涙ガスを使用し、病院筋は死者数が100人を超える可能性があると示唆した。暴力の後、デモ参加者は警察署を破壊した。この試合は軍事指導者ママディ・ドゥンブヤを称える大会の一部だった。

### コートジボワール
2001年5月6日の試合でのファン同士の喧嘩により、1人の死亡者と39人の負傷者が出た。

### ケニア
ケニアで最も激しく争われるライバル関係は、ナイロビ・ダービーであり、A.F.C.レオパーズとゴール・マヒアの間で行われ、両者のファンは定期的にフーリガニズムと関連している。2012年3月18日、ゴール・マヒアのミッドフィールダーアリ・アボンドがレオパーズのディフェンダーであるアモン・ムチリに対する危険なタックルでレッドカードを提示された後、暴動が発生し、財産の破壊と複数の負傷者を出し、ダービーの試合が26分以上中断された。ゴール・マヒアはその後、スポーツ・スタジア・マネジメント・ボードから2012年シーズンの残りの期間、施設でのプレーを禁止され、これによりクラブはニャヨ・ナショナル・スタジアムとモイ・インターナショナル・スポーツ・センターのどちらでもプレーできなくなった。KPL理事会はまだクラブに対するさらなる懲戒措置を発表していない。

### リビア
1996年12月、トリポリのスタジアムでアル・アハリとアル・イティハドの試合中に、部隊がムアンマル・アル＝カッザーフィーに賛成および反対する感情の表明を止めるために発砲し、8人のファンが死亡し、39人が負傷した。

### マリ
2005年3月27日、サッカーマリ代表とサッカートーゴ代表のワールドカップ予選試合後、マリのファンが暴動を起こし、破壊と暴力の連鎖に出た。トーゴが2-1で勝利を収めたこの試合は、トーゴが勝ち越しのゴールを決めた時に騒動が始まった。警察はピッチに侵入したマリのファンに催涙ガスを発射した。試合は中止され、勝利はトーゴに与えられた。この結果はマリの首都バマコで暴力の波を引き起こした。バマコの何千人ものマリのファンたちがマリの選手たちに向かって脅迫の歌を歌い始め、車に火が付けられ、店が略奪され、財産や記念碑が破壊され、地元のオリンピック委員会を収容していた建物が焼き払われた。

### モーリシャス
1999年5月、ポートルイスでモーリシャンリーグのチャンピオンであるスカウツ・クラブとファイア・ブリゲードSCの試合後、暴動を起こしたサッカーファンたちが火炎瓶をカジノに投げ込み、7人が死亡した。この事件はラフェール・ラミカルとして知られるようになった。ファイア・ブリゲードSCが勝利した試合の後、何百人ものスカウツのファンたちが暴走し、警察車両を攻撃し、サトウキビ畑に火を付けた。

### モザンビーク
モザンビーク政府は、1998年5月10日にモザンビークのクラブクルベ・フェロヴィアリオ・デ・マプトとジンバブエのクラブディナモスの試合の前、最中、および後のモザンビーク人ファンの暴力的な行動について謝罪した。フェロビアリオのファンたちはディナモの選手と審判を攻撃し、車に石を投げつけ、スタジアムの外で機動隊と激しい戦いを繰り広げた。4人の赤十字社職員を含む15人が病院での治療を必要とした。

### 南アフリカ
1991年1月14日、ヨハネスブルグ、南アフリカで、ファンたちがヨハネスブルグの南西にある試合で対抗する乱闘ファンから逃れるために混雑した出口に殺到し、40人が死亡した。
2017年2月11日、ロフタス・ヴァースフェルド・スタジアムで行われたマメロディ・サンダウンズFCとオーランド・パイレーツFCの試合は、サンダウンズが6点目のゴールを決めた後、パイレーツのサポーターがピッチに侵入しサンダウンズのファンと衝突したため、約1時間中断された。
これらの行為は、IAS 36の要件に関して、スタジアムの様々な資産の正味資産価値の「簿価」に対する損失、すなわち減損につながった。

### ジンバブエ
2000年7月、ハラレでのサッカージンバブエ代表とサッカー南アフリカ共和国代表のワールドカップ予選試合後、群衆殺到が発生し12人が死亡した。南アフリカが2点のリードを取った後、群衆がピッチにミサイルを投げ始めた際、警察は催涙剤を発射した。デルロン・バックリーが南アフリカの2点目を決めた後、ボトルがピッチに飛び始めた。警察はその後、6万人の観客に向けて催涙ガスを発射し、人々は催涙ガスの影響を避けるために出口に向かって走り始めた。両サイドの選手たちも催涙ガスの影響を受け、医療治療を受ける必要があったため、試合は中止せざるを得なかった。警察は催涙ガスを発射したことで非難された。2002年7月、ブラワヨでの試合で暴動を起こしたファンに対して警察が発砲した際、2人のファンが撃たれた。7人の警察官が負傷し、5台の車両が大きく損傷した。

## オセアニア

### オーストラリア
オーストラリアで最も悪名高い事件は1985年のプラッテン・パーク暴動であり、数百人のファンがシドニー・オリンピック対シドニー・シティの試合中にピッチに乱入した。2013年2月のメルボルン・シティFCとメルボルン・ビクトリーFCの試合では、17個のプラスチック製の座席が破壊され、照明弾が発射された。2013年11月のシドニーFCとメルボルン・ビクトリーの試合では、メルボルン・ビクトリーの遠征ファン1人が16歳の一般人に刺され、入院した。2013年12月、メルボルン・ビクトリーとウェスタン・シドニー・ワンダラーズの間で、その日後に行われる試合の前にパブで暴動が起きた。
2011年6月にメルボルンで行われたサッカーオーストラリア代表とサッカーセルビア代表の国際親善試合では、ファンたちがスタジアムの内外や街路で照明弾を点火した。国際司法裁判所から戦争犯罪で起訴されたセルビアの軍事指導者であるラトコ・ムラディッチを支持する横断幕が掲げられ、レーザーポインターが使用されているのが確認された。2011年2月、ビクトリア州警察はファンの容認できない行動のため、メルボルン・ビクトリーの試合をカバーすることに消極的だと述べた。問題には暴力、反社会的行動、照明弾の点火などが含まれていた。
Aリーグは比較的若いリーグであるが、クラブのアクティブサポーターベース内にはフーリガンやカジュアルグループが存在する。ヨーロッパのサッカーフーリガニズムのようなものではないが、反社会的な出来事が時々発生する。その主な例として、2013年後半に試合前に集まったメルボルン・ビクトリーとウェスタン・シドニー・ワンダラーズのファン間のバーク・ストリートでの乱闘が挙げられ、メルボルンで乱闘が起き、オーストラリアのサッカー当局に懸念を引き起こした。オーストラリアには小規模なフーリガンやカジュアルグループが存在し、最も顕著なのはリーグ最大のファンベースであるメルボルン・ビクトリー、シドニーFC、ウェスタン・シドニー・ワンダラーズからのものだが、他のサポーターグループ内にも存在する。
2021年、警察はシドニーでのナショナル・プレミアリーグサッカーの試合での暴動に参加した3人の男性を逮捕した。
2022年12月のメルボルン・シティFCとメルボルン・ビクトリーFCの試合中、シティのゴールキーパーであるトム・グローバーが照明弾を群衆に投げ返した後、ビクトリーのファンたちがピッチに乱入した。照明弾は当初、計画された退場のデモ中に地面に投げられたもので、当時、複数のクラブのサポーターたちはオーストラリアン・プロフェッショナル・リーグがリーグの決勝戦の開催権をシドニーに売却したことに抗議していた。怒った観客たちはフィールドに殺到し、グローバーとアレックス・キング審判を取り囲んだ。侵入の最中、使用済み照明弾を廃棄するための金属製バケツがグローバーの頭に投げつけられ、彼の顔に傷をつけ、脳震盪を起こした。両チームはすぐにフィールドを離れ、警察は騒々しい暴徒を追い払い、試合は中止された。

### フィジー
サッカーフーリガニズムは、プレミアリーグサッカーの試合で2件のフーリガニズム報告を受けて、2020年にフィジーサッカー協会によって禁止された。最初の事件は、レワFCの選手がバFCとのプレーオフ試合で審判を暴行したとされた時に発生した。2番目の事件はナディでのナディFCとレワFCの試合で発生し、ナディのファンのグループが審判を脅迫した。

### ニュージーランド
2023年、セントラル・フェデレーション・リーグでのパーマストン・ノース・ユナイテッドFC対ギズボーン・シッスルのホームマッチで、パーマストン・ノース・ユナイテッドが2-4で敗れた試合後、パーマストン・ノース・ユナイテッドのミッドフィールダーであるデボン・バチェラーが相手チームの選手に身体的に暴行され、病院に搬送された。バチェラーは脳震盪と診断され、縫合が必要とされた。ニュージーランドフットボールはこの事件を非難した。

### パプアニューギニア
2023年、ポートモレスビーのPNGフットボール・スタジアムで、ガルフ・コマラとヘカリ・ユナイテッドFCの間のパプアニューギニア・ナショナル・サッカーリーグ（PNGNSL）準決勝後にサッカーフーリガニズムの事件が発生した。この試合はヘカリ・ユナイテッドの2-0の勝利に終わり、これがファンたちのピッチ侵入につながった。
2017年、サッカーパプアニューギニア代表（カプルズ）のトレーニングセッションに警察が呼ばれた。これは偽のレベルサッカー組織（メディアによって「偽のサッカー連盟」と称された）に関連した人々がトレーニングセッションを中断したためで、このトレーニングはサッカーソロモン諸島代表とのFIFAワールドカップ予選のための準備だった。

### ソロモン諸島
2005年、ホニアラのローソン・タマ・スタジアムでのU-20サッカーオーストラリア代表（「ヤング・サッカルーズ」）とソロモン諸島との間のユース代表チームの試合が、入場できなかった「数千人」のファンのフーリガニズムにより、ニュージーランド人審判のピーター・オリアリーによって77分で中止された（地元の関係者は22,000人の観客が試合に参加したと報告した）。試合が中止されるまで、オーストラリアは3-0でリードしていた。

## メディアの描写
フーリガニズムの描写はメディアで広く見られる。最近リリースされたNetflixのベッカム・ドキュメンタリーは、エピソード2「シーイング・レッド」でこの例を示している。このエピソードでは、1998年ワールドカップでのアルゼンチン戦でのレッドカード後、イギリスのパブの外でデビッド・ベッカムの人形が絞首刑にされているのが映し出されている。
サッカーフーリガニズムはザ・ファーム、ザ・フーリガン、ユーロトリップ、キャス、フットボール・ファクトリー、グリーン・ストリート、ライズ・オブ・ザ・フットソルジャー、アウェイデイズなどの映画で描かれている。また、ザ・フットボール・ファクトリーやアモング・ザ・サグスなどのフーリガニズムに関する多くの本もある。一部の批評家は、これらのメディア表現が暴力とフーリガンのライフスタイルを魅力的に描いていると主張する。